# Storia di Cerreto Sannita
La storia di Cerreto Sannita comprende una serie di eventi che hanno interessato il territorio cittadino sin dall'età neolitica. La vecchia Cerreto, costruita a seguito delle invasioni saracene e distrutta dal terremoto del 5 giugno 1688, fu poi sostituita dall'attuale Cerreto Sannita, edificata fra il 1688 ed il 1696 su progetto del regio ingegnere Giovanni Battista Manni e per volontà del conte Marzio Carafa, di suo fratello Marino Carafa e del vescovo Giovanni Battista de Bellis. Sede vescovile dal XVI secolo, fu dal 1151 al 1460 feudo dei Sanframondo, per divenire poi possedimento dei Carafa. Le floride ricchezze provenienti dalle industrie e dal commercio dei panni lana contribuirono a creare un forte ceto mercantile capace di resistere per secoli ai continui soprusi perpetrati dai feudatari.

## Dall'Antichità al Medioevo

### I ritrovamenti preistorici e il villaggio di Cominium Ocritum o Cerritum

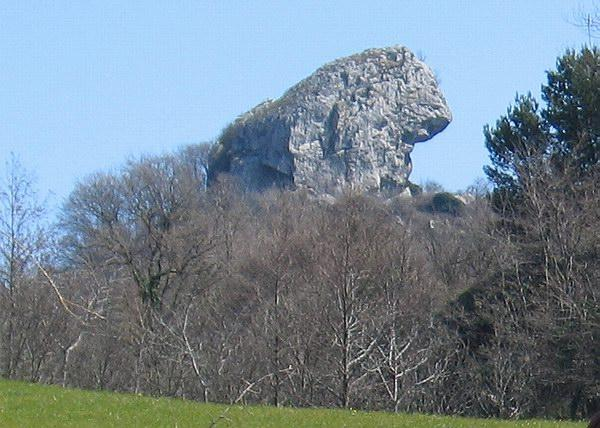
La morgia Sant'Angelo o leonessa che ospitò un insediamento preistorico.

Il territorio comunale di Cerreto Sannita fu abitato sin dalla preistoria come testimoniano i risultati di alcuni scavi archeologici realizzati alla fine del XIX secolo nei pressi della morgia Sant'Angelo o «Leonessa». In un primo scavo fu rinvenuto un sarcofago costituito da lastroni di tufo grigio al cui interno c'erano una lancia in bronzo, dei pezzi di legno bruciato, dei frammenti di ossa, un'ascia, delle punte di lance e un vaso cinerario posto ad un angolo del sarcofago. In un successivo scavo condotto dall'antropologo Abele De Blasio nel 1896 furono trovate: una punta di lancia silicea di colore chiaro; un raschiatoio; dei frammenti di ossa di Bos taurus, di Ovis aries e di Sus scrofa; dei frammenti di cocci lavorati a mano ma scarsamente cotti. Furono scoperti anche i resti di un forno arcaico a conferma della tesi che l'uomo neolitico sapeva preparare, manipolare e cuocere l'argilla.
Lo storico romano Tito Livio nei suoi scritti citò il villaggio sannita di Cominium Ocritum, toccato da Annone, generale di Annibale, durante la seconda guerra punica. Successivamente il nome Cominium Ocritum fu volgarizzato in Cominium Cerritum. Secondo un altro storico classico, Polibio, fu il celebre condottiero cartaginese Annibale a toccare queste terre. Egli infatti dopo aver varcato le Alpi innevate ed aver sconfitto i romani presso il Trasimeno, nel 216 a.C. era già sugli Appennini e, dopo essere giunto nel Sannio, «attraversò le gole del Monte detto Eribiano, accampandosi presso il fiume Volturno che divide in due la pianura». Quindi Polibio narra che Annibale, dopo aver attraversato la gola del fiume Titerno che ancora oggi esiste fra monte Erbano e monte Cigno in Cerreto Sannita, si stanziò in pianura dove attaccò la città romana di Telesia.
Il villaggio di Cominium si trovava sulla cima di monte Cigno e si estendeva probabilmente sino all'attuale località Madonna della Libera dove ancora oggi si possono vedere i resti del basamento del tempio di Flora, dea delle messi.
Un documento scritto che avvalora la tesi della presenza di un insediamento sannita-romano esistente nella zona dove sono siti i resti del tempio, deriva da un documento del notaio cerretese Mario Cappella del 1593 che evidenzia come in quell'epoca nei cerretesi si conservava ancora il ricordo di un «paese della Rocca del Cigno», corrispondente al villaggio sannita-romano che si trovava proprio nella zona compresa fra il tempio e la "Rocca" di monte Cigno (la parte terminale della montagna).
Negli anni trenta del XX secolo lo storico locale Silvestro Mastrobuoni effettuò una ricognizione su monte Cigno alla ricerca di vestigia archeologiche. Sul monte egli trovò e fotografò «dei pezzi di tufo che dovevano formare la volta di qualche stanza» e, nel lato settentrionale del monte, «dove si scorge una specie di piazzale ci siamo accorti di una cisterna e di tracce di mura antiche».
Altre testimonianze di epoca romana sono alcune antiche monete di argento trovate nella metà del XX secolo su monte Cigno e il cosiddetto ponte di Annibale dove secondo la leggenda sarebbe passato il condottiero cartaginese con i suoi elefanti per nascondere un suo bottino di guerra.
Cominium, alla caduta dell'Impero romano d'Occidente, divenne una colonia della vicina Telesia e fece parte del suo gastaldato.
I longobardi intorno all'anno 700 trasformarono la grotta della morgia Sant'Angelo in una cappella dedicata a San Michele Arcangelo. Secondo alcuni storici la grotta della leonessa «dovette all'origine costituire un polo di aggregazione rituale, incentrato sul culto micaelico dopo l'opera antidolatrica svolta dai vescovi di Benevento Barbato, e di Capua Decoro».

### La nascita di Cerreto antica

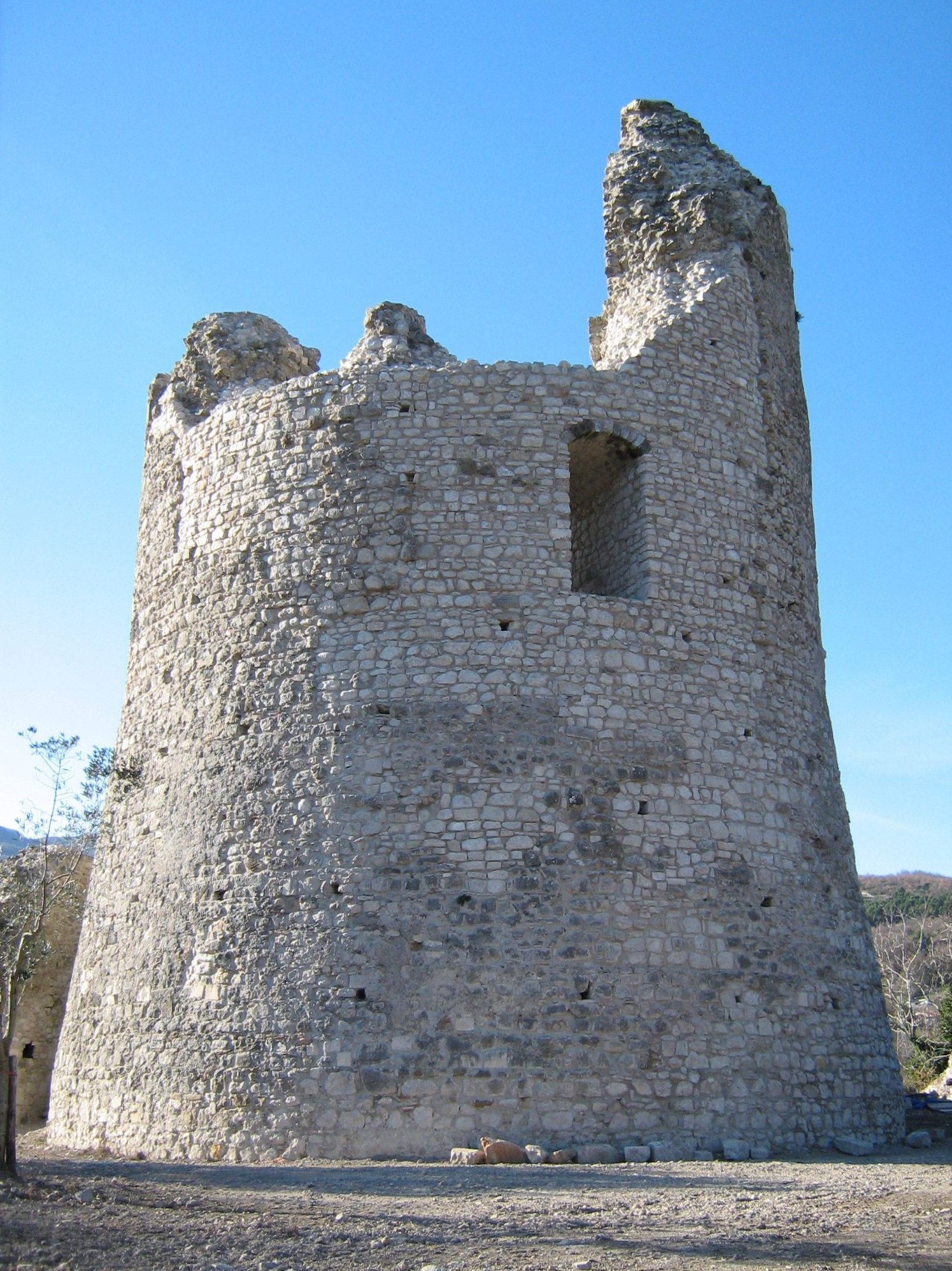
I ruderi del torrione medievale, uno dei pochi resti visibili della vecchia Cerreto.

È opinione diffusa tra gli storici che Cominium venne rasa al suolo dai saraceni - che fra l'846 e l'847 distrussero la vicina Telesia - e che i superstiti di Cominium assieme ad alcuni telesini fondarono un nuovo centro abitato in una località meglio difendibile.
Il nuovo centro abitato, chiamato inizialmente Cerrito, viene oggi indicato dagli storici con la denominazione Cerreto antica o  vecchia Cerreto per distinguerla dalla nuova Cerreto, l'attuale, ricostruita dopo il terremoto del 5 giugno 1688.
Il primo documento che cita il borgo è un diploma che risale al X secolo. In questo diploma dell'anno 972 l'imperatore Ottone II di Sassonia confermava il possesso della chiesa di San Martino di Cerreto all'abate Gregorio di Santa Sofia in Benevento. Questa donazione venne ratificata successivamente nel 1022 e nel 1038 rispettivamente dagli imperatori Enrico II il Santo e Corrado II il Salico, e nel 1088 dal papa Gregorio VII.
Cerreto antica era sita poco distante l'attuale centro abitato, su di un ampio colle lambito su due lati dai torrenti Turio e Cappuccini. Cinta da possenti mura, aveva quattro porte di accesso distribuite tre (porte Sant'Antonio, di Suso e dell'Ulmo) a sud-est e una (porta Gaudiana) a sud-ovest. Alla sua sommità vi era il castello dei Sanframondo, circondato da un fossato, e sul cui slargo antistante si affacciavano due chiese, una dedicata a Sant'Antonio e l'altra alla Madre di Dio con annessi, rispettivamente, il convento dei padri conventuali ed il monastero delle clarisse. Nel ventre della città vi erano la collegiata di San Martino e la chiesa di Santa Maria in Capite Foris che affacciava su un'ampia piazza sede di attività economiche e di uffici pubblici. Nei pressi della porta di suso si ergeva invece il torrione, di cui ancora oggi restano i ruderi, e che aveva funzioni carcerarie.
Una strada, la via Telesina, raccordava Cerreto antica a Telesia.
Nel 1325 Cerreto antica era uno dei borghi più popolati del circondario contando 105 fuochi (famiglie) e 525 abitanti. I comuni vicini di Guardia Sanframondi e Cusano Mutri avevano rispettivamente 120 e 150 abitanti.

### I conti Sanframondo
Nel XII secolo con la conquista normanna del meridione d'Italia il paese assieme a quelli vicini divenne possedimento di Raone, primo conte di Cerreto Sannita della casata dei Sanframondo (o Sanframondi) che governarono queste terre sino alla metà del XV secolo. In un diploma del 1151 era conte di Cerreto Guglielmo I Sanframondo, figlio di Raone, cui successe il figlio Guglielmo II che nella seconda metà del XII secolo effettuò numerose donazioni a chiese e monasteri della zona.
Fu grazie al lento declino di Telesia ed in particolar modo al terremoto del 1349 che Cerreto acquistò un ruolo sempre maggiore nella zona dal punto di vista economico, commerciale e demografico. Il sisma del 1349 infatti sconvolse il suo suolo telesino dando origine ad asfissianti mofete. I superstiti, per evitare la morte a causa della malaria e di altre malattie mortali, si trasferirono nei centri più vicini come Cerreto, Solopaca e San Salvatore Telesino. Anche i vescovi abbandonarono Telesia e vagarono nella diocesi in cerca di una dimora stabile che troveranno solo nel XVI secolo a Cerreto.
Nel 1369 Francesca Sanframondi fondò il monastero delle clarisse. Secondo il Rotondi Francesca era figlia di Giovanni III, conte di Cerreto dal 1285 al 1319 mentre secondo il Marrocco essa era sorella del conte Giovanni e figlia di Leonardo Sanframondi.
Nel 1480 Cerreto conquistò il titolo di città concesso dal re di Napoli perché:
Il dominio dei Sanframondo ebbe fine nel 1460 quando il conte Giovanni si ribellò senza successo agli aragonesi.

## Età moderna

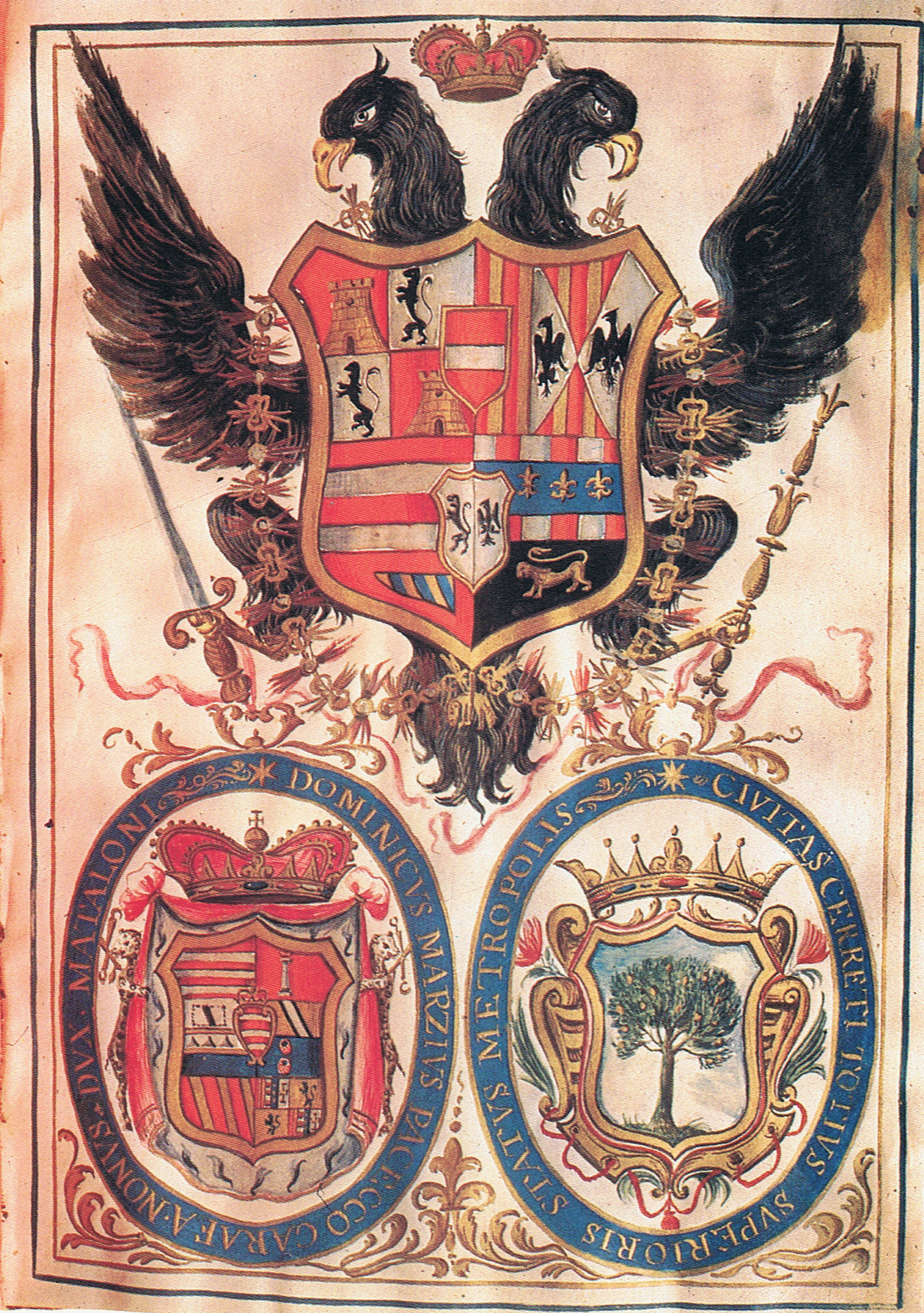
Lo stemma spagnolo di Carlo V, e quelli dei conti Carafa e dell'Universitas di Cerreto in una copia degli Statuti del 1725.

### I conti Carafa e gli Statuti del 1541
Devoluto il feudo cerretese alla Regia Corte, il re Ferdinando I di Napoli lo donò il 9 gennaio 1483 a Diomede I Carafa che con il suo operato e con quello del padre Antonio, soprannominato Malizia, aveva contribuito alle conquiste aragonesi nel meridione d'Italia. Diomede fu quindi il primo conte di Cerreto Sannita della casata dei Carafa.
I conti Carafa, che tennero la città ed i suoi feudi per oltre tre secoli cioè sino all'abolizione del feudalesimo avvenuta nel 1806, proclamarono Cerreto CIVITAS TOTIUS SUPERIORIS STATE METROPOLIS (città capoluogo della contea superiore). La contea inferiore dei Carafa aveva invece come capoluogo Maddaloni.
Fra i conti Carafa sono da segnalare Diomede V che fu coinvolto nella rivolta di Masaniello, e i suoi figli Marzio Carafa e Marino Carafa che ebbero un ruolo determinante nella ricostruzione della cittadina dopo il sisma del 1688.
Le numerose liti esistenti fra i feudatari Carafa ed i cittadini indussero il conte Diomede III Carafa nel 1541 a concedere gli Statuti, una raccolta di norme che comprendevano disposizioni di diritto penale, civile, processuale, amministrativo, di igiene, di imposte e di annona. Essi furono scritti in latino, mentre le successive grazie o placet furono redatte in volgare con diverse frasi in napoletano.
Con l'approvazione degli Statuti venne riconosciuto ai cerretesi il diritto ad amministrarsi autonomamente nell'ambito della Universitas (amministrazione comunale dell'epoca). Essa era amministrata e rappresentata da quattro eletti (di cui almeno un licteratus) e da dodici consiglieri, rinnovati per metà ogni anno a seguito di elezione da parte del pleno concilio formato da tutti i capifamiglia, senza differenza di ceto.
Il conte era invece rappresentato - perché risiedeva a Napoli - da un governatore generale o viceconte che difendeva i suoi interessi, amministrava la giustizia e comandava una squadra di polizia.
Alcune norme degli Statuti trattavano della società coniugale, stabilendo che la dote era costituita da una parte di beni corredali e di altre due parti in moneta, da corrispondere per metà il giorno delle nozze e per l'altra metà nei tre anni seguenti. Era stabilito inoltre che i consanguinei e gli amici potevano effettuare solo doni in denaro e non superiori il mezzo scudo d'oro. Le vesti nuziali erano considerate come donate, ed in caso di scioglimento divenivano proprietà della moglie, che era esclusa dalla successione dei beni familiari salvo se non vi era alcun altro consanguineo maschio in vita.
I reati erano invece divisi fra quelli contro le persone (ingiurie, minacce, lesioni) e quelli contro la proprietà (usurpazione, deviazione di acque, danni). Le pene inflitte erano nella maggior parte dei casi di carattere pecuniario e solo alcune volte includevano il carcere. Risultavano essere curiosamente immuni dalla pena le donne che avevano partecipato a zuffe o risse.
La giustizia civile era amministrata in primo grado dal governatore o vice conte davanti al quale doveva comparire chi era stato citato, entro tre giorni dalla stessa citazione, pena la multa di grana dieci. Non veniva redatto verbale nei processi di valore inferiore ai trenta carlini e le dichiarazioni dei testimoni erano rese senza giuramento, che era invece essenziale per l'accusa nel rito penale. Contro le sentenze del governatore era ammesso appello presso un giudice in seconda istanza, nominato sempre dal feudatario.
Negli Statuti non mancano altre curiose disposizioni. Dal primo giugno all'ultimo giorno di agosto di ogni anno era vietata la vendita di carne di animali morti. Negli spazi pubblici era vietato macerare il lino e la canapa, gettare acque, sangue e immondizie, lavare i panni. Era inoltre vietato partecipare ai battesimi in numero superiore a sei uomini e due donne salvo che non abitassero nella stessa casa.
Nel 1571 il conte concesse delle "grazie" che integrarono gli Statuti e che riguardavano la conservazione degli acquedotti e la magistratura del mastromercato la cui giurisdizione fu estesa di altri quattro giorni. Era inoltre sancita la restituzione all'Universitas di Cerreto di materiale militare, artiglierie, bombarde, archibugi e maschi trasportati dal feudatario al castello di Guardia Sanframondi e a quello di Maddaloni.

### Società ed economia prima del 1688

I ruderi della Tintoria ducale dei panni lana in una foto del 1938.

#### L'industria dei panni lana e la nascita della ceramica cerretese
A partire dal XV secolo Cerreto conobbe un importante sviluppo economico dovuto alla fiorente industria e al commercio dei panni lana cerretesi che diedero vita ad un ricco ceto mercantile che resistette per secoli ai continui attacchi feudali.
Ogni famiglia benestante ed alcune confraternite possedevano un numero di capi variabile che arrivavano a cifre molto consistenti come testimonia un testamento del 1500 ed un altro atto del 1541 che fanno cenno di due cerretesi che possedevano ciascuno oltre seimila pecore più le giumente.
Secondo lo storico Di Stefano il numero complessivo dei capi di bestiame cerretesi ammontava a duecentomila.
Nel 1662 Ignazio De Amico, giudice deputato alla numerazione dei fuochi (famiglie), scrisse:
Le greggi venivano portate in Puglia tramite il tratturo della transumanza. Il numero di pecore appartenenti ai cerretesi era così imponente che nel Cinquecento fu creata la "Locazione di Terra d'Otranto per i Cerratani", estesa 9258 ettari e capace di ospitare 30000 pecore durante la migrazione stagionale delle greggi. Questa locazione faceva parte della più vasta "Locazione di Terra d'Otranto", istituita nel 1564 dal regio commissario doganiero Gian Luigi di Sangro per le greggi della Basilicata, di Terra di Lavoro, del Principato Citra e del Principato Ultra.
La lavorazione dei panni di lana aveva creato un vero e proprio indotto con diversi opifici ciascuno competente per una determinata fase della produzione. Esistevano infatti le gualchiere, le cartoniere e le tintorie, rispettivamente per sodare e follare i panni, pressarli e uniformarli, ed infine tingerli. La sola Universitas possedeva nel 1625 quattordici gualchiere date in fitto a privati cerretesi.
Nel XVII secolo l'importazione dai mercati dell'America e dell'India dell'indaco e dei suoi colori derivati apportò notevoli innovazioni nella lavorazione dei panni lana cerretesi: mentre precedentemente si erano preferiti colori scuri (derivati dalle noci o dalle radici degli alberi), da allora si iniziarono ad usare sempre con maggiore frequenza colori più chiari: azzurro, violetto, indaco, celeste, scarlatto.
Numerose e pesanti erano le imposte feudali che delle volte assorbivano buona parte del prezzo del prodotto finito. Da un atto notarile dell'epoca si viene a sapere che i mercanti preferivano tingere i loro panni nelle tintorie private piuttosto che in quella ducale dato che in quest'ultimo opificio il gestore doveva pagare un forte fitto annuale ai feudatari e, in conseguenza, per recuperare i soldi, il gestore faceva poca spesa di colori pregiudicando così la qualità del prodotto. I feudatari però pretendevano il dazio sui panni tinti sia nelle tintorie private che in quella ducale, riscuotendo un carlino per ogni panno "lungo" e mezzo carlino per ogni "panno stretto".
Prima del sisma del 1688 nella cittadina già si lavorava la ceramica come testimoniano alcuni documenti e dei ritrovamenti di ceramiche effettuati fra i ruderi di Cerreto antica. Il dott. Renato Pescitelli, storico locale, sostiene che prima del 1688 fossero presenti solo ceramisti di minore importanza, non appellabili come "faenzari". A sostegno di tale tesi il Pescitelli argomenta la mancanza di documenti che citino esplicitamente la presenza di "faenzari" a Cerreto, anche se lo stesso Pescitelli ammette la presenza di diverse botteghe di vasai e di pignatari nel XVII secolo come testimoniano due documenti conservati nell'Archivio diocesano di Cerreto Sannita. Il primo documento cita l'esistenza, in prossimità della chiesa di San Giovanni, di una strada abitata da diversi pignatari mentre il secondo afferma che alla distruzione del terremoto del 5 giugno 1688 si salvarono solo "tre piccole casette di un vasaio". Secondo alcuni storici nei documenti non ci sono riferimenti a "faenzari" cerretesi perché allora era d'uso non citare espressamente nei documenti i manufatti ceramici prodotti a Cerreto. Questo spiegherebbe perché negli inventari d'epoca, per alcuni manufatti è indicato minuziosamente il comune di origine mentre per altri, probabilmente prodotti a Cerreto, manca tale specificazione.

#### Il trasferimento della sede vescovile da Telese a Cerreto
Sant'Antonio da Padova venne dichiarato ufficialmente Patrono principale di Cerreto Sannita nel 1731 da mons. Francesco Baccari. Ma da molti anni prima era venerato dai cerretesi come tale come si evince da un processo matrimoniale del 1616 dal quale si apprende che la denuncia di matrimonio tra i promessi sposi Giovan Angelo Mazzacane e Camilla Salomone avvenne «nella festa di S. Antonio da Padua, Protectore della sopradetta Terra di Cerreto». Nel 1721 Giovan Camillo Rosato, dopo aver baciato la reliquia nel petto della scultura argentea custodita nel Duomo, riacquistò la parola persa durante una lunga malattia. Nel 1733 gli amministratori dell'Universitas deliberarono l'offerta annua di venti libbra di cera bianca lavorata in occasione della festa patronale.
Nel 1609 il vescovo mons. Giovanni Francesco Leone si rivolse alla Congregazione per i Vescovi chiedendo il definitivo trasferimento delle funzioni episcopali e canonicali da Telese a Cerreto Sannita «in considerazione che sia i canonici che lo stesso Duca sono d'accordo che ogni ulteriore permanenza stabile a Telese è impossibile per lo stato deplorevole della Cattedrale, la malignità dell'aere, la desolazione della città, rimasta senza popolo, l'esistenza perniciosa delle mofete e delle acque stagnanti e paludose e anche perché i canonici, per recarsi a Telese dai vicini paesi, pativan disastri ed erano assaltati per la strada dai ladri i quali si nascondevano nel vicino bosco di monte Pugliano».
I vescovi di Telese dimoravano abitualmente a Cerreto già dalla fine del Quattrocento o dagli inizi del Cinquecento. Nel 1544 infatti mons. Giaquinto alla fine di un suo decreto scrisse che era stato emanato a Cerreto «nostrae solitae residentiae».
Il capitolo della collegiata di San Martino non accolse favorevolmente il definitivo trasferimento della sede episcopale e del capitolo della Cattedrale da Telese a Cerreto Sannita, vedendo i canonici episcopali come pericolosi concorrenti. Iniziarono infatti delle liti fra i due capitoli che sfociarono spesso in iniziative eclatanti.
I canonici della collegiata nel 1630, approfittando della temporanea assenza di mons. Sigismondo Gambacorta e contro le disposizioni del vescovo, accolsero con tutti gli onori, «[...] con cotta e stole e croce [...] alla porta della terra di Cerreto [...] il medesimo Duca di Maddaloni padrone di queste terre, per il suo primo ingresso, e l'abbiamo fatto baciare la croce con condurlo sotto il baldacchino cantando il Te Deum laudamus nella Chiesa loro, dove poi l'Arciprete cantò un'orazione sul messale solennemente [...] con grave pregiudizio della giurisdizione ecclesiastica, il vilipendio della Chiesa e scandalo pubblico».
Il duca di Solopaca Bartolomeo Grimaldi, probabilmente incitato dai canonici della collegiata di Cerreto Sannita, nel 1629 presentò un memoriale alla Congregazione per i Vescovi supplicando «a nome del popolo il ritorno dei Vescovi e Canonici nell'antica città di Telese». Mons. Gambacorta rispose con un documento nel quale affermava che «non il popolo telesino, che non c'è, ma i Canonici di S. Martino hanno organizzato la contestazione; e quanto al duca, questi solo perché istigato ha inoltrato la Petizione, e poco o nulla pensa al servizio di detta Cattedrale, mentre have altro da fare e non certo di riparare li danni alli territori di Telesio e del feudo vescovile di S. Agatella che fanno li suoi animali. Che anzi, il suo predecessore da ben 22 anni, aveva devastato lo stesso palazzo ducale di Telesio, asportandone i pezzi per riparare la gualchiera, il mulino e il palazzo che si andava costruendo in Solopaca». La Congregazione respinse il ricorso del Grimaldi e confermò il trasferimento della sede vescovile a Cerreto Sannita.
Nella festività del Corpus Domini del 1638 i canonici della collegiata non accettarono il fatto che il Santissimo dovesse essere portato dall'Arciprete della Cattedrale pertanto portarono anch'essi il loro Santissimo e si posero, nel corteo religioso, dinanzi ai canonici della Cattedrale. Ne seguì un processo durante il quale un testimone affermò che tutti i fedeli si erano scandalizzati «vedendo che si portavano due sacramenti in una processione». Il testimone concluse affermando che i cerretesi, tutti turbati da quella scena, dissero che il mondo prima o poi sarebbe crollato a causa della eclatante disunione dei sacerdoti dei due capitoli.
Nel 1653 avvenne un altro grave episodio allorché durante la festività del Corpus Domini i canonici della collegiata, grazie all'appoggio delle guardie personali del feudatario, irruppero nella Cattedrale durante una messa per «[...] cacciare il celebrante dall'Altare maggiore, con gran scandalo del popolo». Non contenti i canonici, sempre con l'aiuto delle guardie personali del feudatario, impedirono all'Arciprete della Cattedrale di portare in processione il Santissimo.
L'atteggiamento ostile dei canonici della collegiata nei confronti di quelli della Cattedrale all'origine era condiviso anche da molti cittadini di Cerreto come testimonia un evento verificatosi nel sinodo diocesano del 1610. Il sinodo infatti venne disturbato dagli eletti dell'Universitas e da alcuni cerretesi i quali asserivano che la chiesa di San Leonardo (adibita a Cattedrale) era di patronato della civica amministrazione e che quindi non poteva essere adibita a sede episcopale. Per questo motivo il vescovo mons. Leone diffidò chiunque avesse impedito o molestato fabbri, operai e altre persone «che lavoreranno o fabbricheranno o daranno aggiusti a detta pia opera».
I cerretesi, al fine di risolvere le controversie fra i due capitoli, proposero sin dal 1630 l'erezione di una parrocchia nella Cattedrale, cosa che avvenne solo nel XX secolo. Il 2 gennaio 1630 gli eletti dell'Universitas scrissero alla Santa Sede dicendo che avendo la cittadina diecimila abitanti l'unica parrocchia, quella di San Martino, era insufficiente a contenere i fedeli. L'esposto terminava con la richiesta affinché si «eriga in parrocchia la detta Chiesa episcopale».

#### Il clero, i feudatari e l'Universitas nel XVII secolo

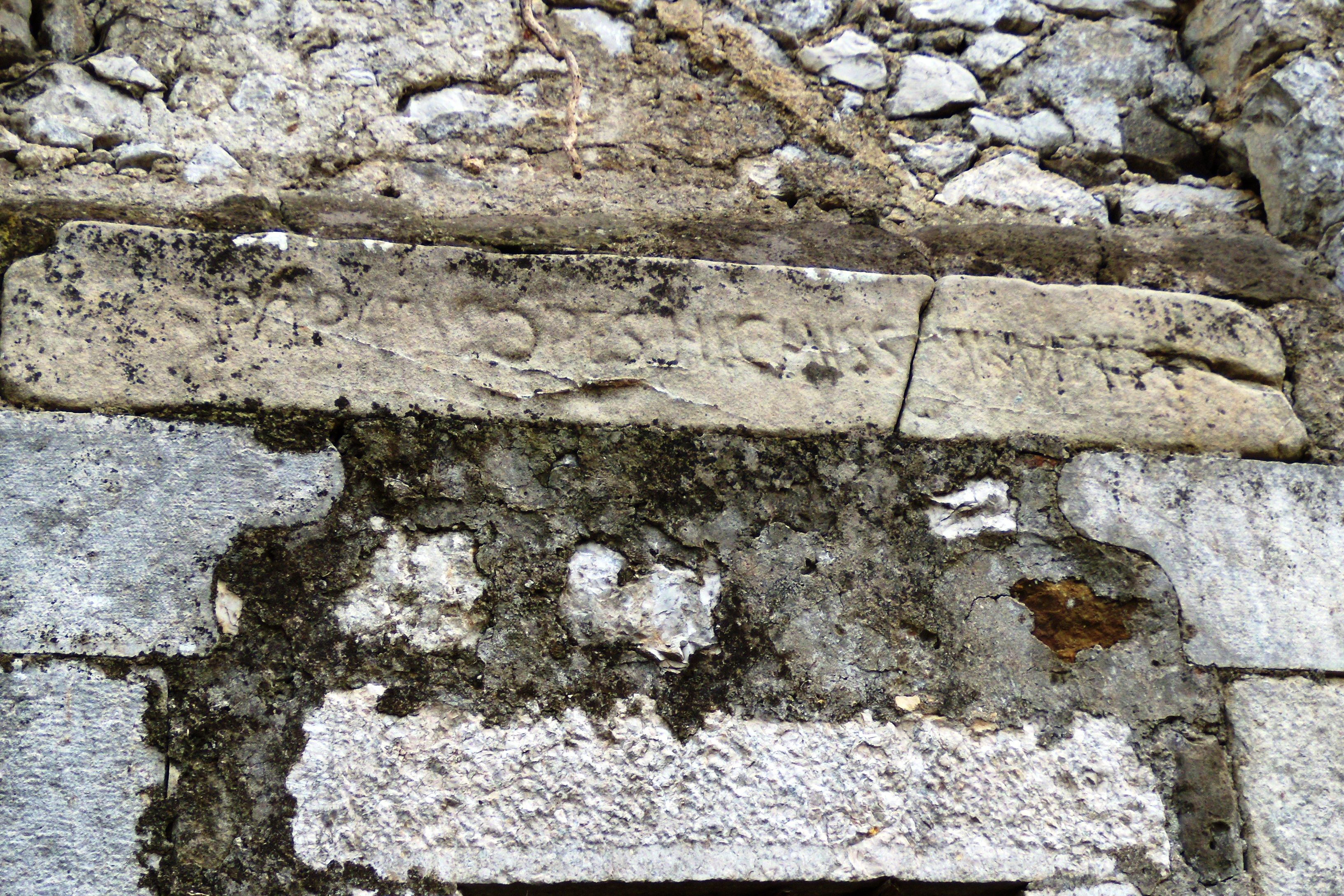
Epigrafe in latino sita su di un casolare di campagna in località "Santella" (Madonna del Carmine) di Cerreto Sannita, originariamente appartenuto alla famiglia Magnati. L'epigrafe, che recita «PARATAS OPES HIC MISAS MINUIT ITER» fu posta nel 1653 dal ricco mercante di panni lana Antonio Magnati, fratello del diacono Francesco Magnati, ucciso nel 1650 su mandato del conte Diomede V Carafa. L'epigrafe, il cui testo si riferisce alla interrotta costruzione del fabbricato, fu posta per ricordare alle future generazioni che pur di vendicare la morte di Francesco Magnati, suo fratello Antonio non badò a spese.

Il mandato vescovile di mons. Eugenio Cattaneo iniziò nel 1606 in un periodo torbido per la storia della diocesi. Il 3 agosto 1606 venne ucciso il canonico don Giovan Pietro Palmisano, colpevole solamente di essere stato il testimone chiave in un processo a carico di don Giovan Antonio De Cicco, accusato di essere il mandante dell'assassinio di Girolamo de Hectore di Caiazzo, per mano di banditi con i quali aveva periodiche frequentazioni. Secondo lo storico locale dott. Pescitelli i banditi che avevano ucciso il testimone Palmisano avevano come obiettivo anche l'assassinio di mons. Cattaneo, come si deduce da un documento d'epoca nel quale si legge che «poiché anche il vescovo corse pericolo di vita, per alcuni giorni si ebbe a temere per la sua vita». Il motivo di ciò va ricercato nel fatto che, stando a quanto riporta il "Menologio dei Barnabiti", il neo vescovo si adoperò subito dopo il suo insediamento per la riforma del clero locale, in gran parte corrotto.
Gli abusi e i soprusi dei feudatari contro i loro vassalli, perpetrati dagli sgherri (guardie al servizio del viceconte o del feudatario), si accentuarono drammaticamente sotto il mandato di Diomede V Carafa che non ebbe scrupolo a torturare e ad uccidere le persone che osavano contraddirlo. Fu così che quando il dottore fisico (medico) Giovannangelo Lombardi fu eletto sindaco di Maddaloni, venuto a sapere che il Lombardi intendeva ricorrere al Sacro Regio Consiglio contro alcuni abusi, il conte Diomede non esitò ad ammazzare il Lombardi assieme ad altri suoi compagni.
La stessa sorte toccò al diacono Francesco Magnati di Cerreto. Il Magnati, proveniente da una facoltosa famiglia di mercanti di panni lana, mal sopportava i soprusi perpetrati contro i poveri. Era usanza all'epoca che gli sgherri del conte stilassero un elenco di contadini che dovevano acquistare obbligatoriamente dei maiali al prezzo fissato dal feudatario. Un giorno gli sgherri si presentarono da un contadino imponendogli l'acquisto di un maiale di cinque mesi alla consistente cifra di sei ducati. Il contadino si ribellò sia perché non aveva i soldi per acquistare il maiale e sia perché non ne aveva bisogno. Ne nacque una lite che attirò i vicini tra i quali il diacono Francesco Magnati che, compreso l'abuso che si stava perpetrando ai danni del contadino, si fece avanti usando parole dure contro il feudatario e dando al contadino i sei ducati che doveva agli sgherri. La notizia venne subito riferita dalle guardie al viceconte e, da quest'ultimo, al conte Diomede V Carafa che dette mandato allo scagnozzo Giovanni Battista Carapella di uccidere il diacono Magnati. L'omicidio è raccontato in una nota scritta dal notaio Giulio Cesare Cappella: «Sappia il lettore l'evento straordinario che accadde al diacono Francesco Magnati, illustre notabile della terra di Cerreto: il 20 del mese di ottobre del corrente anno, mentre si dirigeva, per sua devozione, in compagnia del chierico Sisto Mazzacane, di Giovan Lorenzo Mammarella e di un solo servo, verso la chiesa dei Cappuccini di S. Maria delle Grazie della suddetta terra di Cerreto, verso la ventiduesima ora, presso la casa costruita sulla via pubblica, nella vigna di Vincenzo Mazzacane, dopo aver cominciato a salire attraverso il selciato che conduce alla predetta chiesa dei Cappuccini, ricevette in corpo un colpo di fucile con due palle di piombo, che gli colpirono il cuore; e, benché dovesse morire subito, fu trasportato vivo, per grazia di Dio, nella chiesa dei Cappuccini, in cui, dopo due ore, redatto per mezzo suo il testamento per mano di don Simone Mazzacane, e ricevuta l'estrema unzione, morì [...]». Il notaio continua scrivendo che fu accertato che i due colpi di arma da fuoco furono esplosi dalla parete della casa adiacente alla vigna del Mazzacane e che «erano stati visti due soggetti vestiti di abito clericale, ciascuno col volto coperto, tanto da non poter essere riconosciuti».
L'assassinio di Francesco Magnati non rimase impunito perché Antonio Magnati, ricco mercante di panni lana fratello della vittima, fece tutto il possibile per vendicare avanti alla Giustizia la morte del fratello arrivando addirittura a chiedere udienza al re Filippo IV di Spagna.  Presentatosi al sovrano espose con dovizia di particolari la vicenda e mostrò al re ed a sua moglie la camicia insanguinata del fratello con i fori dei due proiettili. Il sovrano, molto colpito dalla vicenda, diede incarico al viceré di Napoli di arrestare il conte Diomede V che fu processato in Spagna e condannato all'esilio a Pamplona dove morì nel 1660. Il viaggio in Spagna dovette costare non poco ad Antonio Magnati visto che questi nel 1653, su di un casolare di campagna la cui costruzione era stata interrotta, fece apporre un'epigrafe affinché le generazioni successive ricordassero che egli, pur di vendicare la morte del fratello Francesco, non badò a spese.
La brutale morte di Francesco Magnati servì da monito a coloro che osavano protestare contro i feudatari. Fu solo diversi anni dopo la morte di Diomede V che altri cerretesi cercarono di denunciare le prepotenze dei conti Carafa, sia pure in maniera meno vigorosa e diretta del Magnati. Nel 1680 i cattivi costumi dei feudatari furono oggetto di scherno nel libro Nobiltà in coppella, scritto dal cerretese Pietro de Blasio, che si scagliava contro la vuotaggine e l'avvilente ignoranza della nobiltà.
L'Universitas, nonostante le ricchezze provenienti dall'industria e dal commercio dei panni lana, gravava in una situazione finanziaria disastrosa e per coprire le numerose imposte dovute ai feudatari e le altre spese straordinarie si indebitava continuamente. Il sopra citato diacono Francesco Magnati nel 1623 prestò all'Universitas ben 8.000 ducati che servirono per acquistare grandi quantità di grano in Puglia perché la carestia stava per uccidere molti cerretesi. Lo zio di Francesco, Paolo Emilio Magnati, nel 1617 aveva anch'egli prestato alla civica amministrazione circa 6.000 ducati per rimpinguare le casse comunali ormai vuote.
Fra le uscite straordinarie più consistenti vi erano quelle inerenti al vitto e all'alloggio delle truppe che sostavano nella cittadina. Secondo la norma vigente all'epoca le truppe che si dirigevano verso delle battaglie, durante il tragitto dovevano essere ospitate e foraggiate a spese delle Universitas. Il comandante delle truppe ogni volta doveva rilasciare una sorta di ricevuta che attestava l'ospitalità prestata dall'amministrazione civica. Quella ricevuta poteva essere presentata alla Regia Corte per ottenere almeno un parziale rimborso delle spese sostenute. Molto spesso accadde però che i comandanti si rifiutavano di consegnare la ricevuta, facendo così svanire la possibilità di ricevere il rimborso delle spese sostenute. In un atto notarile del 1607 gli eletti dell'Universitas di Cerreto si lamentarono perché il capitano di fanteria Decio Scognamiglio si era rifiutato di consegnare la ricevuta provocando così un grave danno alle casse comunali dato che i soldati erano stati ospitati a spese della collettività per più di un mese.
Un fatto simile avvenne nel 1633 quando ben duecentocinquanta soldati alloggiarono a Cerreto e nonostante fosse stata presentata apposita ricevuta, la Regia Corte rifiutò il rimborso asserendo l'urgenza del momento dato che le truppe che avevano sostato a Cerreto erano dirette a Milano per una guerra mossa contro gli spagnoli. Pochi anni dopo, nel 1638, gli eletti dichiararono che la civica amministrazione era debitrice di molte centinaia di ducati al fisco feudale e pertanto chiesero al viceré dell'epoca l'autorizzazione ad aumentare il dazio sulla farina.

### Il terremoto del 5 giugno 1688

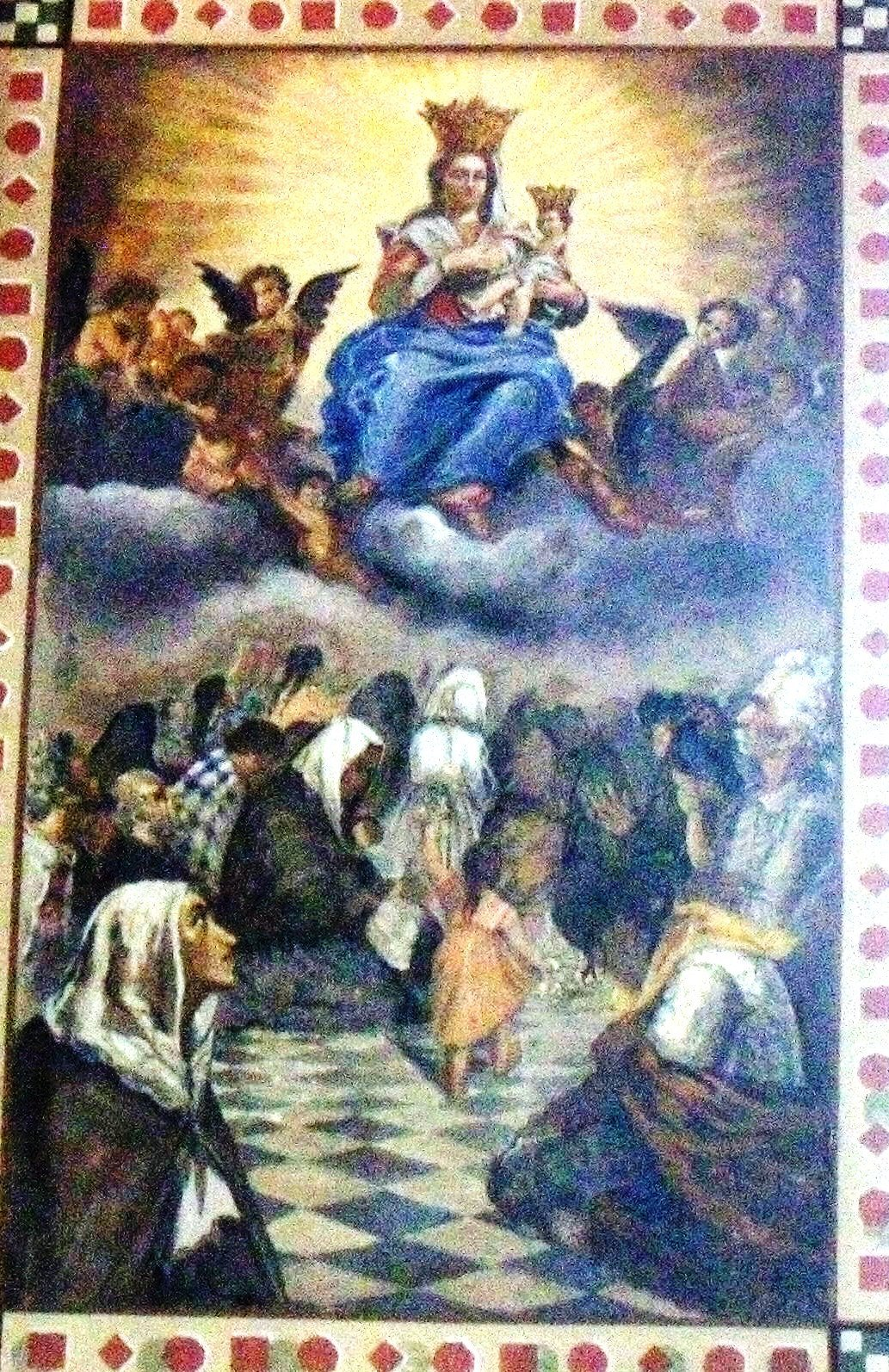
I cerretesi superstiti al terremoto del 5 giugno 1688 invocano la Madonna delle Grazie. Affresco sito nel cappellone del Santuario della Madonna delle Grazie.

Intorno alle ore 18:30 del 5 giugno 1688 un terribile terremoto, classificato fra il X e l'XI grado della scala Mercalli, rase al suolo Cerreto e la maggior parte dei paesi del Sannio. Il vescovo dell'epoca Giovanni Battista de Bellis in una relazione scritta l'11 giugno 1688 e rivolta alla Congregazione per i Vescovi così si espresse: «Son forzato lagrimando dare avviso a V.E. dello spettacolo orrendo della desolazione di tutta questa mia Diocesi, per il terremoto succeduto a' cinque della corrente vigilia di Pentecoste, mentre io sono rimasto per piangere le miserie mie e di questo mio Popolo. [..] Telese da' tempi antichi fu abbandonata ed i Vescovi miei predecessori trasferiron l'abitazione nella Terra di Cerreto, già numerosa di Popolo, e insigne ove anche si edificò una Chiesa, assai bella, e in questa Chiesa si trasferì il servizio della Cattedrale, ove officiavano i Canonici, quindici di numero. In essa Terra di Cerreto vi era ancora la Chiesa di San Martino, Parrocchiale e Collegiata, con undici Canonici e l'Arciprete. Vi era un Convento di frati Conventuali luogo di studi e insigne, un Convento di frati Cappuccini, ed un altro di Monache dell'Ordine di Santa Chiara, ove erano sessantacinque monache e converse. Hor questa Terra con le Chiese, Monasteri, e tutto, per quanto tempo porria dirsi un Credo, crollò tutta, tutta, tutta, senza che vi rimanesse in piedi pure una casa da desolarsi, cosa che chi non la vede, stenteria crederla».
Un testimone oculare, Vincenzo Magnati, così descrisse il disastroso evento: «Capo della Contea (Cerreto), nella quale si numeravano poco men che 8 000 abitanti la metà di essi cessò sepolta in quell'eccidio, ed in quel medesimo giorno appunto del 5 giugno, nel sentirsi ed avvertirsi la prima scossa della Terra la presero quasi per burla e per ischerzo, nella seconda pensavamo che dovesse cessare e nella terza gridavamo: non è già burla, e nel fuggire furono tutti oppressi dalle pietre e sepolti dalle medesime ritrovando così la morte e la sepoltura essendo caduta tutta senza conoscervi un vestigio di essa, osservandosi solamente un gran mucchio mal composto di sassi, pietre, calcina, travi ed altri materiali, dimostranti di esservi stati in essa edifici e fabbriche [...] Gli edifizi si osservavano piegarsi e dibattersi da' fondamenti, e violentemente agitarsi [...] l'acque in alcuni luoghi, perduta la loro naturale chiarezza, si ritirarono dalle loro fonti [...]». Un altro testimone della tragedia, una suora del monastero delle clarisse di Cerreto, così si espresse: «Nell'anno del signore 1688 al 5 giugno ad ore venti di sabato di Pentecoste [...] nel tempo che ci ritrovammo a cantare vespera solenne, nell'intonare lo primo salmo di vespera fu la prima scossa, quali ci vidimo tutte morte, però la Madre Abadessa sor Giuditta Mazzacane diede loco di silenzio, e seguitimmo colo vespera, nel Benedicamus domino fu così terribile il terremoto, che ce retrovassimo tutte sepolte vive nel detto Coro, quali ne rimasero quaranta monache vive con la Badessa sor Giuditta Mazzacane angora viva [...]».
Le case caddero una sull'altra e la distruzione fu totale. I superstiti si riversarono nelle campagne circostanti e nella zona dove sorge l'attuale centro abitato. Il 6 giugno, giorno successivo il sisma, il vescovo Giovanni Battista de Bellis (che quando accadde il terremoto era in visita a Faicchio) venne a piedi a Cerreto, trovandovi solo distruzione e desolazione. Egli si premurò di raccogliere le suore di clausura sopravvissute, terrorizzate e spaesate, e di cercare una migliore sistemazione per loro. Trovata una casa dove ospitarle, il vescovo scrisse che al 16 luglio non era stato ancora possibile trasferire le suore perché non aveva trovato nessuno che lo aiutasse a scortarle dato che i sopravvissuti erano intenti, o a compatire le loro sciagure, o a cercare di dissotterrare dalle macerie qualche suppellettile e i risparmi che avevano custodito.
Il poeta cerretese Giovan Lorenzo Dalio nella sua elegia dal titolo "La caduta di Cerreto per il terremoto" descrisse minuziosamente quanto accadde durante e dopo il terremoto. All'inizio vi fu un forte boato, poi precipitarono grossi sassi dalle montagne circostanti. Alcuni fuggivano senza meta; altri, in preda al panico, restarono fermi trovando in questo modo la morte. Case, chiese e palazzi crollarono uno dopo l'altro, e una nube scura e fitta di polvere soffocava il respiro e offuscava la vista. Diradatasi la nube apparve ai sopravvissuti uno spettacolo orrendo: ovunque macerie e sangue, feriti e mutilati, tanti morti. Subito dopo il sisma, mentre i più piangevano la morte di un parente o di un amico, iniziarono i furti, i saccheggi e le risse.
In un'altra relazione di mons. de Bellis si evince ancora meglio il clima di incertezza e di rassegnazione che regnava nei giorni successivi il disastroso evento. Il vescovo infatti scrisse che tutta questa «[...] povera gente rimasta senza chiese, senza casa e senza suppellettili [...] viveva miseramente nelle campagne senza speranza non solo d'aver un luogo coperto dove ricoverarsi in questo inverno, ma senza haver modo di conservar lo scarso raccolto di quest'anno». Mancava quindi il cibo, e sia i mulini che i forni, essendo crollati, non potevano essere usati. Ad aggravare la situazione vi furono delle «piogge molto spesse», secondo quanto annota il vescovo in una lettera del 19 giugno 1688.
Appena arrivata la notizia del disastro a Napoli, dove risiedevano i feudatari, il conte Marzio Carafa prontamente si premurò di far arrivare a Cerreto una grande quantità di pane, diversi medici e vari medicamenti per alleviare le sofferenze dei superstiti. Assieme ai medici, ai viveri e alle vettovaglie arrivò nella cittadina anche Marino Carafa, fratello del conte e futuro governatore dello Stato dei Presidi in Toscana. A conferma di ciò vi è un atto del notaio cerretese Nicola Mastrobuoni, in cui è scritto che in «In tal'eccidio il Signor don Marino Carafa, fratello di S. Ecc. il Duca Marzio, si portò subito in detto Cerreto, e pensò di edificare in altro luogo l'abitazione dei pochi Cittadini rimasti».
In quel momento di grande confusione e disperazione Marino Carafa riuscì a gestire prontamente e con sangue freddo i soccorsi rivolti ai superstiti e si adoperò per scavare nelle macerie al fine di trovare altre persone ancora in vita. Vincenzo Magnati nella sua opera Notitie istoriche de' terremoti così descrive l'operato di Marino Carafa: «Furono pure cavate vive tra quelle rovine molte donne rimaste sepolte per più giorni con i figliuoli, che poppavano il latte, dalla pietà del Maggiore di Battaglia della Contea di Catalogna nel Regno di Aragona D. Marino Carafa, trattenuto forse per disposizione Divina, essendo stato destinato al sollievo della Contea, e di quei afflitti popoli, rimirando i loro infortuni con occhio paterno, provvedendo alle loro necessità con carità e amore inesplicabile».
Oltre a quelle del Magnati numerose altre sono le testimonianze di persone trovate ancora in vita sotto le macerie: dopo nove giorni dal sisma fu dissotterrato un giovane che era sopravvissuto bevendo il vino che aveva in cantina; dopo dodici giorni fu cavata una donna che disse di non aver sentito il bisogno di mangiare; dopo tredici giorni fu dissotterrato un ragazzo di tredici anni che raccontò di essere stato assistito dalla Madonna che gli aveva chiesto di diventare frate. Dopo tredici giorni fu rinvenuto il giovane Giuseppe Ciaburri, nipote del barone di Ginestra degli Schiavoni, che fu trovato in un vuoto creatosi fra i cumuli delle macerie. Il Ciaburri, trovato disteso su diversi cadaveri, venne salvato grazie alle cure del medico Gian Domenico d'Addona e raccontò di essere stato sempre cosciente di essere stato vittima di un terremoto ma credeva di essere rimasto sepolto solo tre giorni e non tredici, perché aveva dormito molto.
Gli storici concordano sulla tesi che morirono sotto le macerie circa la metà dei cerretesi ma sono discordi sulla quantificazione di questa metà e sul numero degli abitanti antecedenti il sisma. Secondo il Magnati, testimone oculare, e un atto notarile del 1744 gli abitanti di Cerreto nel 1688 erano ottomila e le vittime del sisma furono circa quattromila, cifra confermata dal libro dei morti della collegiata di S. Martino dove vi è scritto che morirono più di tremila abitanti. Secondo il Pescitelli gli abitanti prima del terremoto erano quattromiladuecento e le vittime furono circa duemila. Tale tesi però contrasta con la testimonianza del Magnati e con le relazioni dei vescovi che annotavano che a seguito della peste del 1656 gli abitanti di Cerreto erano circa ottomila.

### La ricostruzione

Tavolario del Sacro Regio Consiglio (1742) raffigurante la parte del centro abitato edificata sul suolo del dottor Paolo Emilio Magnati.

Il conte Marzio Carafa e suo fratello Marino Carafa fermarono coloro che intendevano ricostruire le loro case sulle macerie della città distrutta e, con la consulenza di più periti ingegneri, decisero di ricostruire la cittadina più a valle e su di un suolo maggiormente stabile. La zona scelta per costruire la nuova Cerreto era un vasto e tozzo colle lambito a est e ad ovest dai torrenti Turio e Cappuccini e attraversato da nord a sud dall'antica via Telesina che raccordava Cerreto antica a Telesia.
I motivi di questa scelta, secondo lo storico locale Vincenzo Mazzacane, non scaturirebbero da un gesto lungimirante del feudatario nei confronti dei suoi sudditi, ma invece da una convenienza economica dato che le sole imposte ricavate dall'industria dei panni lana fornivano direttamente ai conti Carafa oltre 10000 ducati l'anno, pari a circa tre milioni di euro attuali. La scelta dei Carafa di ricostruire la cittadina in un sito diverso dal precedente non destò l'approvazione dei superstiti visto che da un atto notarile dell'epoca si apprende che alcuni cerretesi «furono costretti anche con le Carceri portarsi altrove ad abitare».
L'edificazione del nuovo centro abitato fu iniziata subito dopo la squadratura degli isolati che fece il regio ingegnere Giovanni Battista Manni, il quale ebbe anche il compito di valutare la rendita dei terreni occupati. Infatti il suolo dove sorse la nuova Cerreto era di proprietà di diverse famiglie che ebbero l'obbligo di venderlo ai cittadini che dovevano costruire le loro case secondo la rendita valutata dal Manni. Fu così che, disegnate le insule e valutati i terreni occupati, «nello stesso anno accaduto il terremoto [...] tutti, e ciascuno di detti Cittadini, pigliarono, e designarono la loro abitazione [...] le Piante, che dovevano servire per uso di edificare case, di giardini e d'orti; ed in effetti ciascun Cittadino incominciò, e senza interruzioni proseguì le fabbriche della propria casa nel luogo eletto e designato».
La nuova Cerreto fu costruita su terreni di proprietà privata che erano adibiti a coltivazione o che spesso erano incolti e pieni di rovi o di sassi. Il suolo più vasto era quello del barone Pietro Petronzi, esteso sessanta moggia ma che fu dichiarato di poca rendita. Su questo terreno fu costruita la collegiata di San Martino e il monastero dei padri conventuali di S. Antonio. Seguiva per grandezza il suolo del dott. Paolo Emilio Magnati che era in parte adibito ad oliveto e sul quale venne costruita la chiesa di Santa Maria e palazzo Nardella. Altri suoli di minore estensione erano quelli dell'Universitas (dove venne costruito il monastero delle clarisse), di Margherita Carapella (dove fu edificato palazzo Ungaro) e dei Russo (all'inizio dell'attuale corso Umberto). Fra la via Telesina e il torrente Cappuccini si susseguivano degli appezzamenti di proprietà degli Amato, dei Grillo e del reverendo Domenico Giamei; quest'ultimo terreno era pieno di sassi ed era molto ripido a causa della vicinanza del torrente. Piccole porzioni di suolo appartenevano alle chiese di San Martino e di Sant'Onofrio mentre il terreno sul quale fu costruita la Cattedrale era di proprietà di Alfonso Gennarelli.
Il conte Marzio Carafa, per favorire la ricostruzione, emanò diversi provvedimenti. In primo luogo, siccome molti cerretesi avevano perso tutti i loro averi sotto le macerie e per non vederli patire nelle campagne, ottenne dal locale Monte di Pietà un prestito di ben 3000 ducati e con questi soldi fece edificare delle casette di uno o due vani che vendette a una cifra che variava da 50 a 184 ducati, che potevano essere pagati comodamente entro quattro anni con l'interesse del 6%. Il conte, inoltre, autorizzò il suo esattore a concedere a tutti quei cerretesi che ne avessero fatta richiesta, le somme di denaro che volevano. Tali somme, concesse senza alcun interesse, dovevano essere restituite all'esattore entro tre anni pena l'applicazione dell'interesse del 6%. Infine fu disposto che coloro che avevano occupato un suolo per edificare, se non vi costruivano subito dovevano darlo ad altre persone che avevano interesse a costruire. Lo storico locale Renato Pescitelli, se pure sottolinea la straordinaria sensibilità dei Carafa verso i loro sudditi, non manca di evidenziare come questi provvedimenti avevano un "costo zero" per le casse feudali dato che sia le somme versate per le abitazioni e sia quelle date dagli esattori ai cittadini bisognosi, vennero ripagate entro il 1712.
Soli otto anni dopo il disastroso terremoto ogni cittadino aveva costruito la propria casa. Il vescovo dell'epoca mons. Biagio Gambaro il 22 dicembre 1696 scrisse infatti che «[...] ogni cittadino a' fatto sua casa e la città si è rifabbricata con tanto ordine e in tempo sì breve che i vicini ne hanno avuto ad ammirarsene e stupirsene [...]». La necessità di impiegare i fondi e la manodopera nella edificazione delle case e delle industrie dei panni lana fece slittare il completamento delle architetture religiose i cui cantieri durarono in alcuni casi sino alla metà del XVIII secolo.

### Economia e società dopo il 1688

#### La ceramica e le altre attività economiche

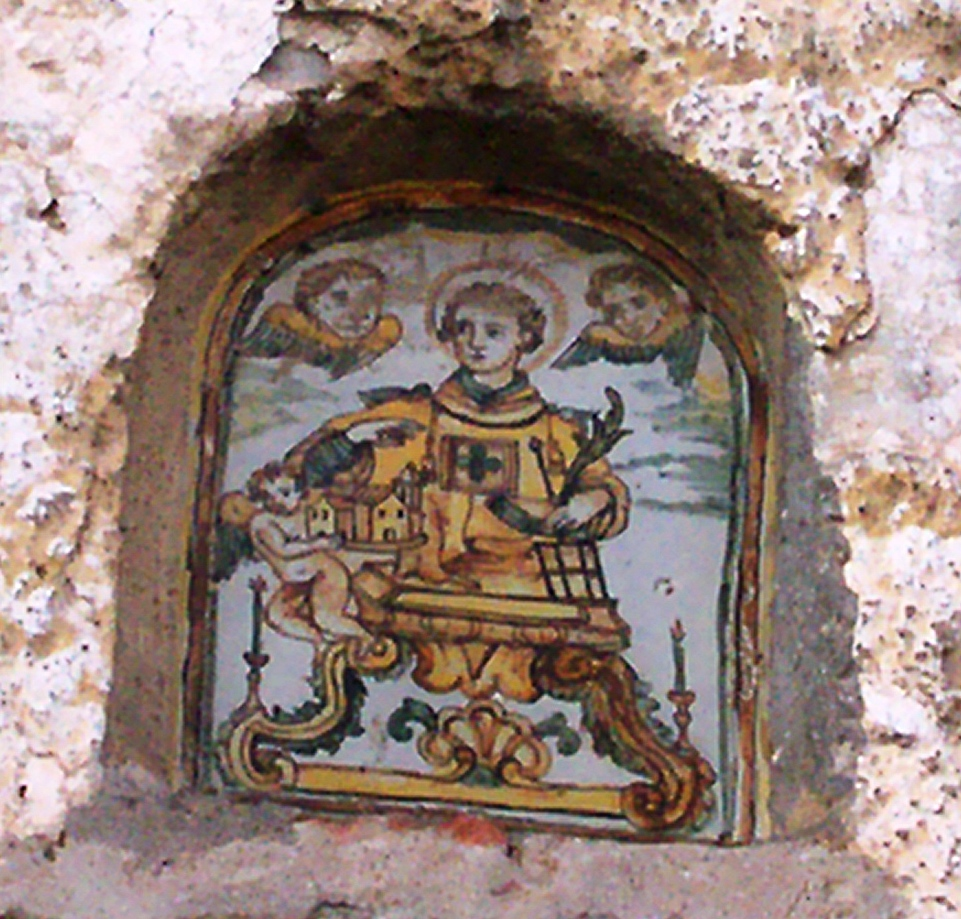
Edicola in ceramica cerretese raffigurante San Lorenzo Martire (XVIII secolo). L'edicola è sita sulla facciata di un'ex bottega di ceramisti nell'"Insula dei faenzari", il quartiere dei ceramisti che era sito nei pressi della Cattedrale.

Con la ricostruzione della cittadina giunsero a Cerreto numerose maestranze artigiane, specie napoletane, fra cui diversi ceramisti che contribuirono alla rinascita della ceramica cerretese. La venuta di queste maestranze fu agevolata da una disposizione degli Statuti del 1541 che esentava i forestieri che si stabilivano nella cittadina dal versamento di diverse imposte.
Nella "nuova" Cerreto esisteva un vero e proprio quartiere dei ceramisti che trovava posto nei pressi della Cattedrale. Durante la ristrutturazione di numerose abitazioni site in quella zona sono stati ritrovati resti di fornaci per la cottura delle terrecotte e delle ceramiche. In questa "insula dei faenzari" c'erano le botteghe di Francesco Iadomaso, cerretese, e Carlo Coluccio, di Campobasso. Nella stessa zona sorgeva la bottega di Nicolò Russo, maestro faenzaro trasferitosi da Napoli nel 1693. Nella sua bottega lavorarono molti giovani apprendisti che nel corso del Settecento divennero i principali esponenti della ceramica cerretese: Domenico Marchitto, Santi Festa, Melchiorre Cerri, Nicola e Crescenzo Petruccio, Nicola Marchitto, Salvatore Paduano, Giuseppe Paolino. Il Russo eseguì numerose opere a Cerreto Sannita tra cui diverse pavimentazioni in architetture religiose.
Agli inizi del Settecento il governatore della contea Migliorini così descriveva in una poesia la zona dove lavoravano i ceramisti cerretesi:
Nel 1733 in una sua relazione il vescovo Francesco Baccari così si espresse: «[...] il Seminario ed il Palazzo Vescovile è già compiuto, ed attualmente si sta fabbricando la Chiesa Cattedrale, che perfezionandosi, tra pochi anni, come si spera, non sarà inferiore a verun'altra Chiesa Cattedrale delle Diocesi convicine. Cerreto è città di quattromila, e più anime, oltre la Cattedrale vi è anche una Collegiata insigne con undici canonici, ed un arciprete, [...] il Clero è numeroso di cento ecclesiastici circa, compresi i Canonici dei due Capitoli ed i Chierici. Vi sono i due conventi di San Francesco e de' Cappuccini; un Monastero di Clausura con sessanta monache, e diverse altre Chiese; i Dottori di Legge; i Professori di Medicina e gli Speziali sono molti. Il suo territorio è fertile, mentre dà ogni anno oltre ventimila barili di vino [...] dà praticamente grano a sufficienza, ed altri commestibili. Vi si fabbricano alcuni panni particolari [...] non vi manca ogni sorta di arte». Il vescovo continuava la sua relazione scrivendo che l'industria ed il commercio dei panni lana fruttavano annualmente più di sessantamila scudi e che per la ricostruzione ex novo della cittadina si era spesa l'esorbitante cifra di un milione di ducati, pari a circa duecento milioni di euro.
Nel 1742, grazie all'introduzione da parte del re Carlo di Borbone del catasto onciario, si percepisce un quadro migliore della situazione economica cerretese. In quell'anno a Cerreto vi erano centotrentasei scardatori, venticinque azzimatori di panni, quindici balcatunari, tre tintori di panni, trecentotrenta braccianti o zappatori e sessantasei pastori che ruotavano intorno alla locale industria dei panni lana. Poi tra coloro che gestivano delle botteghe vi erano cinque barbieri, un cerchiaro, quattro funari, diciannove falegnami, un filaferro, trentatré fabbri, un indoratore, un maestro di far forbici d'azzimar panni, uno di far pettini ed un altro di far setacci per cernere farina, due maniscalchi, due maestri di imbasto, un pelliero, due tinari, tre seggiari, ed ancora, ventidue sarti, otto fundichieri di merceria, due fucilieri, trentatré scarpari, due ramari, un semensaro, un maccaronaro, tredici fabbricatori, otto scalpellini, due pittori ed un marmoraro. Legati alla manifattura delle ceramiche vi erano invece quattro faenzari, cinque pignatari, due rovagnari e tre canalari. Facevano parte del mondo della cultura, poi, due agrimensori, due scrittuali, tre giudici ai contratti, un musico, sette notai, tre speziali manuali e tre speziali di medicina, ventotto dottori nelle leggi ed otto dottori fisici. Infine vi erano quarantatré membri del clero secolare, tredici frati sacerdoti, otto sacerdoti, venticinque chierici, quarantacinque suore e cinquantuno studenti, alcuni dei quali universitari.
Gradualmente, ed a partire dalla metà del XVIII secolo, l'industria dei panni lana cominciò il suo lento declino sia a causa delle scarse risorse su di essa investite, che servivano per la ricostruzione della cittadina, sia per la crescente concorrenza delle industrie settentrionali, sia per il progressivo indebolimento del ceto mercantile cerretese, afflitto da secoli di ingiustizie e continue liti con i feudatari.

#### L'Universitas e i feudatari nel XVIII secolo

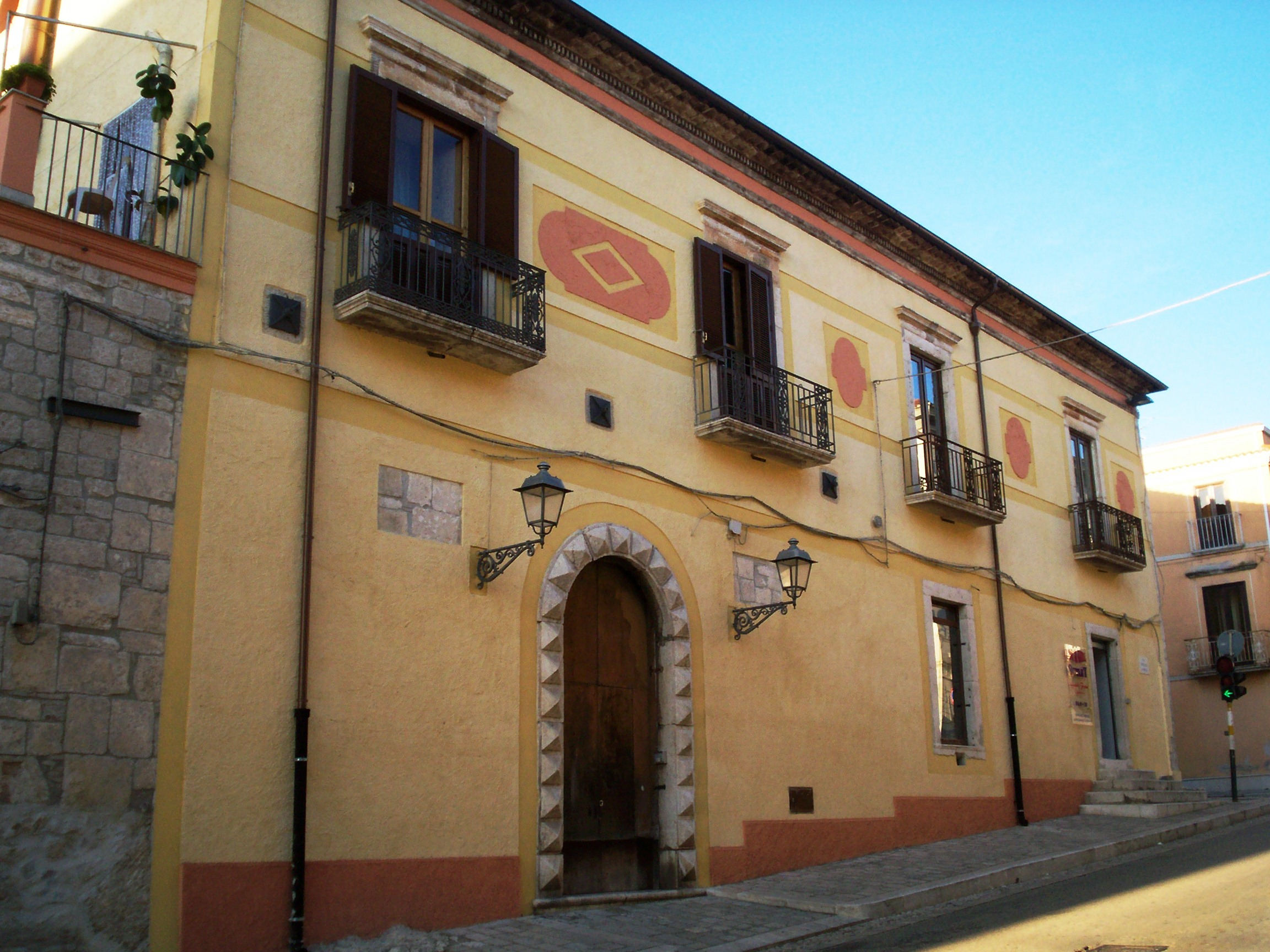
Il palazzo del viceconte dove abitavano e davano udienza i governatori della contea nominati dai Carafa e che curavano gli interessi dei feudatari. Da questo palazzo nel 1737 il viceconte Tommaso Casselli diede l'ordine di arrestare diversi cerretesi al fine di bloccare la presentazione di alcuni esposti al Sacro Regio Consiglio.

La situazione finanziaria dell'Universitas era sempre più grave. Oltre all'imposta sui fuochi (famiglie) la civica amministrazione era gravata da diversi altri pesi annuali quali: 150 ducati al feudatario come donativo per Natale; 600 ducati per la camera riservata (per l'esercizio della giustizia civile e penale); 750 ducati per la zecca di pesi e misure e per il diritto di passo; 180 ducati all'erario (esattore) della contea; 255 ducati agli sgherri (squadra di polizia); 83 ducati a coloro che il conte destinava a bollare o registrare i panni lana prodotti a Cerreto; 24 ducati per ius staterae; 50 ducati per il mastrodatti civile. Vi erano poi i 1000 ducati richiesti per confermare gli Statuti del 1541 e i numerosi dazi indiretti sull'industria dei panni lana e sui generi alimentari. Oltre a queste uscite ordinarie l'Universitas si trovava ad affrontare di continuo numerose spese straordinarie.
Nel 1737 l'Universitas, gravata da diversi debiti pregressi e stanca di dover pagare innumerevoli imposte e diritti feudali, intentò una nuova lite contro i conti Carafa presso il Sacro Regio Consiglio presentando trentacinque capi di gravame riguardanti principalmente gli esosi donativi concessi ai feudatari, al viceconte ed ai suoi protetti, le carcerazioni arbitrarie e le imposte sui panni lana. In risposta i feudatari inviarono centoventi soldati che, guidati dal viceconte Casselli, irruppero durante un'assemblea di cittadini arrestando e punendo molti dei partecipanti. Tutti i cerretesi, tranne i pochi che appoggiavano i Carafa, in prenda al panico, si rifugiarono nelle chiese e nei conventi. Le persone più colte furono incriminate con l'intento di far ritirare la lite. Per quaranta giorni nessuno uscì per strada e nessuno lavorò finché il re Carlo III, colpito da alcune suppliche, ordinò alla Regia Camera della Sommaria di verificare se ci fosse stato uso di giustizia e la stessa Corte provvedette tempestivamente richiamando gli atti e ordinando la scarcerazione dei detenuti.
La presentazione del ricorso al Sacro Regio Consiglio aveva messo in allarme il conte ed il governatore che cercarono in tutti i modi, anche con la forza, di convincere i cittadini a ritirare l'esposto. Il viceconte Casselli assoldò dei malviventi che, armati di "volpini" (nervi di bue), giravano per la città con l'obbiettivo di mietere terrore e di punire gli eletti dell'Universitas. Gli episodi di violenza furono molteplici: il messo che portava notizie dal tribunale di Napoli fu schiaffeggiato e bastonato; il 16 giugno vennero percossi gravemente e senza motivo tre negozianti; il 26 giugno fu assalito e preso a calici ed a pugni un altro cerretese; a luglio un altro cittadino fu percosso a sangue in piazza; nei mesi successivi altri cerretesi furono feriti gravemente. Il viceconte Casselli, artefice di tanta violenza, respinse le querele, e allo scopo di diffamare le più importanti famiglie cerretesi dell'epoca diede alle stampe un pamphlet nel quale scriveva che ben trentadue famiglie cerretesi erano composte da giocatori, adulteri, usurai, idolatri, ladri, truffatori, incestuosi, falsari e cornuti. Ma la violenza non si fermò solo alle bastonate e alle percosse: allo scopo di colpire l'onore di una delle famiglie che avevano sostenuto il ricorso al Regio Consiglio, il viceconte Casselli ordinò di verificare pubblicamente lo stato di verginità della giovane Carminia Landolfo.
La causa presso il Sacro Regio Consiglio, iniziata nel 1738, consegnò non pochi successi ai cerretesi che ebbero modo, sia pure parzialmente, di riscattarsi da secoli di ingiustizie e soprusi feudali. Il tribunale dichiarò non dovuti i pagamenti per la "camera riservata" e il conte non solo fu condannato alla restituzione dei diritti di camera riservata, ma fu anche condannato al pagamento della "bonatenenza", una specie di imposta fondiaria sui beni di proprietà feudale. Vennero anche soppressi i donativi natalizi ed i diritti indebiti dovuti al governatore ed ai suoi aiutanti. Il successo più importante che ottenne la civica amministrazione fu quello di abolire le norme che stabilivano che i cerretesi erano costretti a macinare il grano nei molini dei feudatari e ad acquistare qualsiasi bene dai feudatari, ottenendo così una liberalizzazione del commercio e delle industrie.
Il debito comunale continuò a salire passando dai 4.395 ducati della metà del Settecento agli 11.796 del 1782. Incisero sui bilanci le spese straordinarie quali gli onorari dovuti agli avvocati napoletani per sostenere i giudizi avanti al Sacro Regio Consiglio, le spese per fronteggiare la peste e la carestia del 1764 e, infine, gli stipendi per i gendarmi che erano incaricati di vigilare affinché fossero evitati furti e scorribande di malviventi che, nella seconda metà del XVIII secolo, erano all'ordine del giorno.
Le scorribande erano spesso effettuate da bande di albanesi a cavallo come accadde il pomeriggio del 7 agosto 1774. Quel giorno degli albanesi a cavallo si diressero verso il negozio di Giuseppe Capuano che era l'appaltatore per la vendita dei regi tabacchi. Trovato il Capuano, gli albanesi lo immobilizzarono e, facendo esplodere colpi di baionetta, fecero frettolosamente rientrare nelle loro case coloro che stavano per la strada. Anche il vescovo mons. Filiberto Pascale, che stava facendo una passeggiata lungo il corso, fu tirato con la forza in una casa per evitare che gli albanesi potessero fargli del male. La banda si diresse con il Capuano verso il Santuario della Madonna delle Grazie dove, accampatasi nello spazio antistante il complesso religioso, torturarono il Capuano. Fu solo grazie alla mediazione dei frati cappuccini che si addivenne ad un accordo in base al quale il Capuano, venendo liberato, era obbligato ad acquistare una grande quantità di tabacchi di contrabbando forniti dagli stessi albanesi.

## Età contemporanea

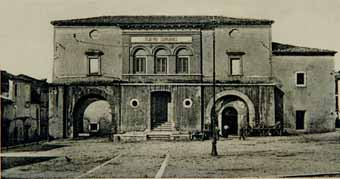
Il Teatro del Genio, attivo già nel 1737 e ristrutturato in stile nel 1810; la censura non vi permise la rappresentazione dell'opera "Cerreto modernata", satira del clero cerretese del Settecento.

### La dominazione francese
Nel 1799, giunte delle truppe napoleoniche nella vicina Solopaca, alcuni cerretesi vi si recarono il 15 gennaio. Lì il generale di brigata Dufrese, in nome del generale Jean Étienne Championnet, nominò tre cittadini incaricati di governare il comune e «di dire la verità al popolo, di rassicurare i buoni, di dar animo ai timidi e di vigilare contro i malvagi». La patente di nomina aggiungeva che i francesi riconoscevano il rispetto dovuto alla proprietà, alle persone e alla religione, ordinando a tutti i cerretesi di riconoscere i cittadini Giovanni Di Lella, Gregorio Mastracchio e Giuseppe Mazzacane come loro magistrati e di prestare ad essi rispettosa ubbidienza.
Proclamata la Repubblica Partenopea continuarono diverse manifestazioni di attaccamento alle nuove istituzioni repubblicane culminate con la creazione dell'albero della libertà. La breve parentesi della Repubblica Partenopea venne chiusa poco dopo dai francesi che a seguito della creazione del Regno di Napoli abbatterono, in piazza, l'albero della libertà.
Fu sotto la dominazione francese, e in particolar modo con il regno di Gioacchino Murat, che vennero attuate diverse ed importanti riforme che giovarono anche a Cerreto come l'istituzione delle scuole primarie d'obbligo, l'abolizione del feudalesimo e la creazione dei Decurionati che sostituirono le obsolete Universitas. A seguito dell'istituzione delle scuole primarie d'obbligo il Decurionato cerretese elesse il reverendo Michele Marchitto maestro per i fanciulli e la signora Caterina Mazzarelli maestra per le fanciulle.
Contestualmente non mancarono scorribande e soprusi attuati dalle armate francesi. Chiese e conventi vennero saccheggiati, la Cattedrale e il Seminario furono occupati dall'esercito napoleonico e fu soppresso l'antico monastero dei padri conventuali di Sant'Antonio. In un libro di memorie del barone Carizzi di Cerreto si legge:
«Febbraio 1806. Sono venuti nuovamente i francesi in Cerreto (circa tremila di cavalleria e fanteria, come si disse)  [...] e per evitare il saccheggio si dovette fare una regalia di ducati 1.260 al generale, e la mattina del 15 partirono per Benevento. La sera del 15 ne giunsero altri trecento. La rata mia di contribuzione fu di ducati 23».
Il 26 luglio 1805, giorno della festa di Sant'Anna, un nuovo terremoto colpì Cerreto provocando alcuni danni alla parte bassa del centro storico e alle architetture religiose. Dal sopra citato libro di memorie del barone Carizzi si legge: «Lunedì 26 luglio 1805, giorno di S. Anna, dopo le ore due di notte, ci è stata una scossa orribile di terremoto che ha rovinato molte case abbascio Cerreto, colla morte di sette persone. Tutte le case han patito, chi più chi meno. Le chiese specialmente han patito assai: la Cattedrale, S. Antonio, la Congregazione di Costantinopoli [...] S. Martino avrebbe dovuto patire assai danno, ma si attribuì a miracolo della Madonna delle Grazie, che stava esposta fin dal 13 luglio, e che sicuramente ha salvato Cerreto dall'ultimo eccidio». Crollò uno dei due campanili della Cattedrale, fu danneggiato il palazzo del Seminario e crollarono il presbiterio, il transetto e la cupola della chiesa di Sant'Antonio, mai più ricostruiti. I morti furono sette. Stranamente il sisma colpì maggiormente la parte bassa della cittadina provocando lievissimi danni alla parte alta.
A seguito dell'emissione del decreto di eversione della feudalità nacque la commissione feudale, organo collegiale istituito al fine di decidere sulle liti inerenti alla divisione dei beni demaniali e dei beni dei feudatari. La sentenza inerente al municipio di Cerreto fu emanata il 5 luglio 1809.
Nel 1807 al comune venne aggregata quale "casale" (frazione) la località Massa. Infatti nella delibera del Decurionato del 1º maggio 1808 venne nominata una persona addetta «alla pulizia municipale e rurale di Massa, casale aggregato a questa Università di Cerreto». Nel 1809-1810 Cerreto perse i suoi storici casali di Civitella Licinio e di San Lorenzello, divenuti comuni autonomi.

### La restaurazione

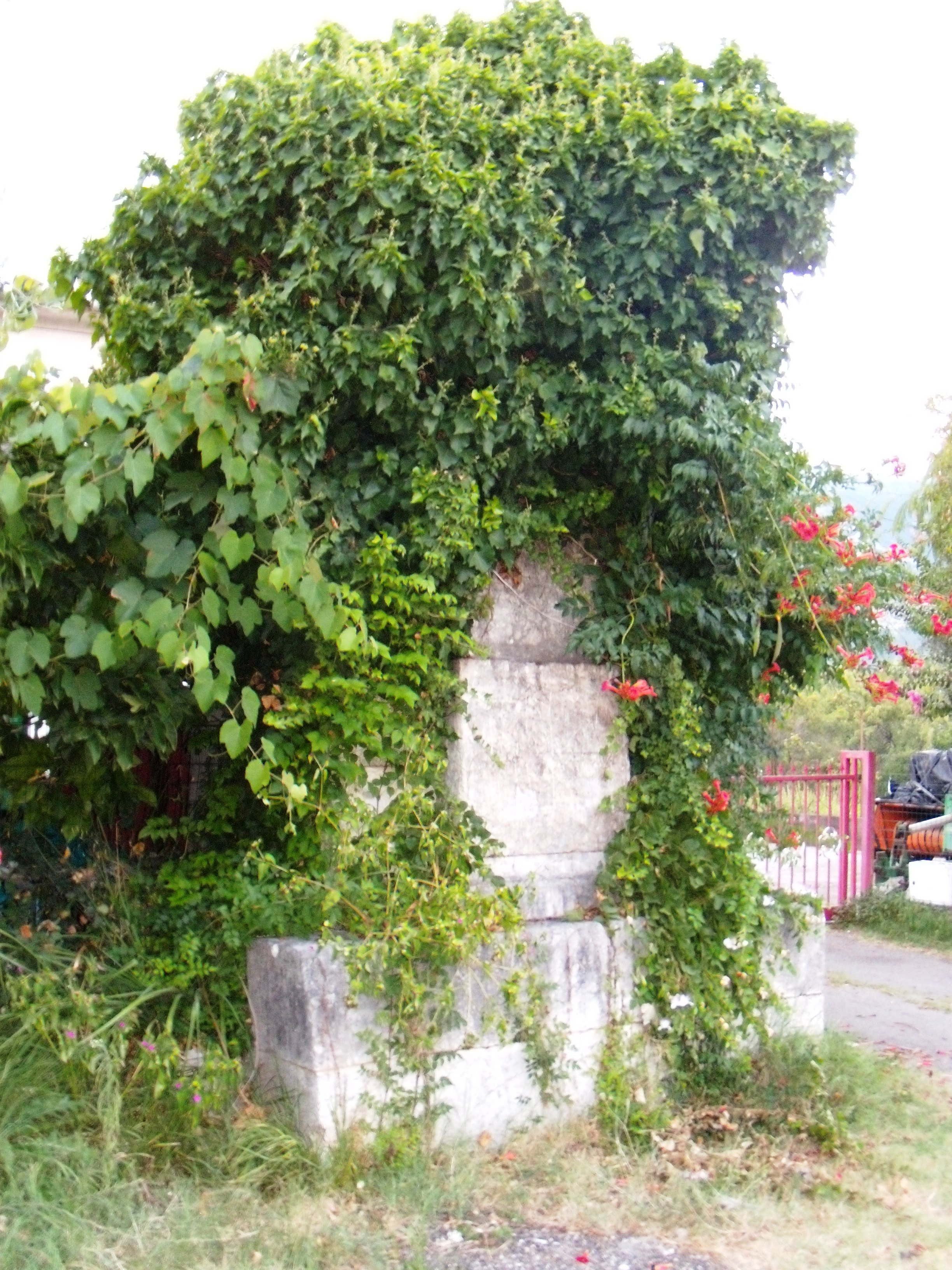
L'epitaffio a Ferdinando II delle Due Sicilie, eretto per ricordare la visita del sovrano in queste zone.

Caduto Napoleone, combattuto e vinto Gioacchino Murat, tornò sul trono Ferdinando IV di Napoli ponendo così fine al decennio di riforme e di cambiamenti sociali che aveva investito il meridione d'Italia.
Nel 1820 alcuni moti costrinsero il sovrano Ferdinando I delle Due Sicilie a promettere, il 7 luglio, la Costituzione. Il 20 agosto dello stesso anno vennero eletti cinque delegati che, assieme agli altri designati dai comuni del circondario, elessero deputato il dott. Pietro Paolo Perugini di San Lorenzello.
Nel 1848 nuovi moti, analogamente al 1820, obbligarono Ferdinando II a concedere una carta costituzionale il 10 febbraio. Proprio durante quei giorni percorse Cerreto un "carro della libertà", organizzato dal reazionario Giuseppe Mastracchio.
Il 15 giugno fu eletto deputato il cerretese Pasquale Ciabburri con 364 voti contro i 152 di Giulio Porto di Faicchio, gli 85 di Mariano Piazza ed i 53 di Gaetano Del Giudice. Ma nel marzo del 1849 il Re pose fine violentemente al regime costituzionale, reintroducendo l'assolutismo. Il 19 dicembre 1849, il sottointendente di Piedimonte diede incarico al capo-urbano Tommaso Carizzi di sorvegliare rigorosamente una lista di cerretesi sospettati di aver complottato contro la monarchia. Il Carizzi rispose però di non aver nulla da riferire sul conto dei predetti.
Il 9 febbraio 1852 Ferdinando II giunse a Solopaca per l'inaugurazione del ponte Maria Cristina sul fiume Calore. Nel pomeriggio il Re, accompagnato dal Ministro dell'interno, da quattro ufficiali superiori e da trenta guardie a cavallo, si fermò senza avviso a Cerreto, dirigendosi verso la Cattedrale. Lo storico locale Nicola Rotondi così descrive l'evento:
L'augusto Sovrano si recò poi nel Seminario visitandolo interamente e permettendo ai seminaristi di baciargli la mano. Successivamente si affacciò da una finestra dell'edificio rivolta verso la piazza ascoltando gli "evviva" di una folla festosa (dovuti anche per la notizia che aveva elargito 100 ducati da distribuire ai poveri).
Il clero locale colse l'occasione della visita di Ferdinando II per denunciargli la difficile situazione in cui versava la diocesi non avendo avuto vescovi dal 1800 al 1818 ed essendo stata successivamente unita a quella di Alife, più giovane e piccola rispetto a quella cerretese. In data 6 luglio 1852 il Papa Pio IX, su istanza del carissimo nostro figlio in G. C. Ferdinando II, illustre Re del Regno delle Due Sicilie, ordinò il ripristino della cattedra vescovile a Cerreto.
Al nuovo vescovo mons. Luigi Sodo venne affidato un incarico gravoso, quello di ricostruire una diocesi che per mezzo secolo era rimasta soppressa. Ai fedeli che il 14 agosto 1853 lo accolsero all'ingresso nella cittadina disse: «[...] Ma piacque a quel Dio che è l'arbitro di nostra vita, nelle cui mani sono collocate le sorti degli uomini, prolungare i miei giorni, sottraendomi alla falce della morte, e mentre ripigliate avevo le cure del mio ministero, inaspettatamente mi vidi trasferito al regime di questa illustre Chiesa, che per degnazione del Romano Pontefice, dietro le istanze del religiosissimo Nostro Sovrano [...] veniva separata da quella di Alife, e nel primiero suo lustro e splendore reintegrata».

### Il regno d'Italia

#### Gli anni del brigantaggio

I briganti Cosimo Giordano (primo a sinistra), Carlo Sartore e Francesco Guerra poco prima del loro arresto.

Nel 1860 i liberali di Cerreto assieme a quelli dei paesi vicini si organizzarono in un comitato provvisorio che ricercava armi e raccoglieva denaro per allestire la legione del Matese che il 3 settembre, capitanata dal De Marco, entrò in Benevento proclamandovi un governo provvisorio.
Nello stesso anno Cerreto fu protagonista di un tentativo di reazione il 27 settembre quando alcuni contrabbandieri, incoraggiati dalla voce che delle truppe regie marciavano da Amorosi verso San Salvatore Telesino, assaltarono la locale stazione della guardia nazionale armandosi dei fucili e delle armi ivi presenti. Successivamente gli insorti costrinsero la banda musicale a seguirli sino alla piazza antistante la Cattedrale di Cerreto Sannita. Indotti dal vescovo Luigi Sodo a disperdersi, si ritrovarono davanti al palazzo di Giacinto Ciaburro che venne assaltato e saccheggiato poco dopo la fuga, tramite il giardino, della famiglia Ciaburro. Il vescovo Sodo venne però accusato di essere stato l'ideatore della rivolta e a seguito dell'emissione di un mandato di cattura fuggì a Napoli il 7 novembre. Tornò in paese il 15 giugno 1861 ma dovette scappare di nuovo perché sospettato di favoreggiamento verso i briganti.
Con decreto del 25 ottobre 1860, firmato in nome del dittatore Garibaldi dal generale Giorgio Pallavicini, Benevento venne eretta in provincia del Regno. Successivamente e con decreto luogotenenziale, il 17 febbraio 1861, Cerreto fu tolta dal distretto di Piedimonte d'Alife e aggregata alla provincia di Benevento in qualità di capoluogo di distretto. Al nome della cittadina fu aggiunta la parola "Sannita" per distinguerla dagli altri comuni omonimi della penisola. Primo presidente della neonata provincia di Benevento fu il cerretese Michele Ungaro.
Già a partire dagli ultimi mesi del 1860 una folta banda di briganti comandata dal cerretese Cosimo Giordano, andava incitando le popolazioni locali alla rivolta contro l'esercito piemontese. Così nell'agosto 1861 importanti tentativi di rivolta si ebbero nei comuni di Pontelandolfo (7-9 agosto) e Casalduni (11 agosto). Ma mentre a Pontelandolfo furono commessi solo alcuni omicidi di traditori e spie per mano del Giordano e dei suoi uomini, a Casalduni invece la popolazione trucidò, una volta fatti prigionieri, ben quaranta soldati, quattro carabinieri e un luogotenente di fanteria. In risposta il 14 agosto all'alba un battaglione di cinquecento soldati comandato dal colonnello Pier Eleonoro Negri, trovò vendetta sull'incolpevole popolazione di Pontelandolfo, abbandonandosi a stupri ed uccisioni efferate mentre il paese veniva dato alle fiamme.
Negli anni successivi si andò intensificando la lotta al brigantaggio e in tale direzione furono emesse numerose circolari dalla sottoprefettura di Cerreto Sannita. La numero 788 del 5 settembre 1868 recitava: «Lo illustrissimo signor Generale Pallavicini, Comandante superiore delle truppe riunite contro il brigantaggio, dopo venia del Ministero degli Interni ha messo fuori un manifesto per il quale vengono fissati premi che verrebbero pagati in oro a coloro che uccidono o fanno presentare i seguenti capi briganti: L. 12.000 per Domenico Fusco, L. 3.000 per Cosimo Giordano, Alessandro Pace, Domenico Fontana, Francesco Cedrone, Giuseppe Campana. La Provincia offre inoltre altre L. 3.000 a chi assicura alla giustizia Cosimo Giordano e Ludovico Vincenzo alias Pilucchiello».
Le taglie messe sui capi briganti, le assenze continue del Giordano e la collaborazione della popolazione iniziarono a minare l'unità della banda. Cosimo Giordano continuò ad uccidere, a sequestrare persone e a rubare sino all'arresto avvenuto nel 1882. Processato, venne condannato ai lavori forzati a vita.

#### Labelle Époquecerretese e la prima guerra mondiale

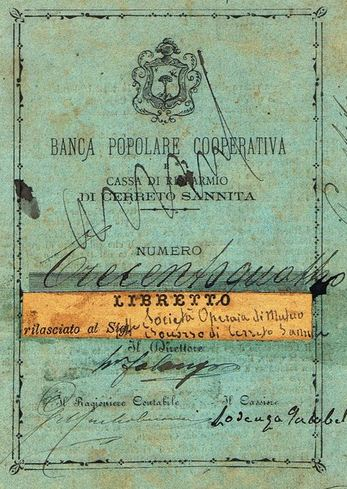
Frontespizio di un libretto di risparmio della Banca Popolare Cooperativa di Cerreto Sannita (esistita tra il 1889 e il 1926) conservato nell'archivio della Società operaia di Cerreto Sannita.

Passati gli anni delle rivolte e del brigantaggio, Cerreto Sannita conobbe un florido sviluppo sociale e culturale tipico della Belle Époque, periodo storico e culturale avutosi tra l'Ottocento e il Novecento. Politico cerretese di spicco nella seconda metà del XIX secolo fu Michele Ungaro, primo presidente della provincia di Benevento, deputato al Parlamento e sindaco della cittadina. Nel 1881 egli fondò la Società operaia di Cerreto Sannita allo scopo di assistere economicamente i lavoratori cerretesi in caso di necessità e di elevare la loro istruzione mediante corsi e lezioni di mestiere.
La vita politica del paese era divisa fra due fazioni: il partito di sopra, capeggiato da Giuseppe D'Andrea, deputato per cinque legislature, presidente della provincia di Benevento e dal 1910 senatore del Regno, ed il partito di sotto, stretto attorno ad Antonio Venditti, consigliere provinciale e deputato per tre legislature, rispettivamente sostenitori di Sidney Sonnino e di Giovanni Giolitti a livello nazionale. Gli scontri fra queste due fazioni arrivarono diverse volte a vere e proprie risse alimentate dai sostenitori del Venditti, che al grido di «è o non è, viva Venditti» occuparono la sala delle votazioni del 1902. Il D'Andrea si lamentò di tali avvenimenti nella seduta della Camera dei deputati del 30 marzo 1903 ottenendo dal Giolitti la risposta «Sulle elezioni di Cerreto [...] sono i costumi che bisogna cambiare».
Nonostante le divisioni politiche non mancarono diverse iniziative importanti che investirono in quel periodo il paese. Nel 1891 fu interamente rifatto l'acquedotto comunale, nel 1903 fu ampliato il cimitero e nel 1908 fu completata l'installazione dell'elettrodotto, salutata dal poeta Pietro Paolo Fusco con un'ode in dialetto cerretese che recita:
()
Nacque anche un certo interesse verso il passato e la storia locale. Il sacerdote Nicola Rotondi scrisse le cospicue memorie storiche di Cerreto Sannita, prima opera letteraria che racconta la storia della cittadina dall'antichità alla seconda metà dell'Ottocento. Altri scrittori come il docente Agostino di Lella si interessarono invece di particolari periodi storici come l'età romana e l'età paleocristiana. Vennero condotti anche alcuni scavi archeologici che portarono al ritrovamento di un insediamento preistorico nei pressi di morgia Sant'Angelo.
Il denaro proveniente dai numerosi cerretesi che erano emigrati in America giovò molto a coloro che erano rimasti a vivere nella cittadina. Con quei soldi le abitazioni vennero ristrutturate e ampliate, le chiese vennero abbellite da altari in marmo e da nuovi pavimenti, e vennero fondate ben tre banche: la Banca Circondariale del Sannio che faceva capo a Giuseppe D'Andrea; la Banca Popolare Cooperativa che faceva capo ad Antonio Venditti; e la Banca popolare di Cerreto Sannita, che era sponsorizzata dai sacerdoti e dai cattolici. La prima guerra mondiale e la successiva recessione economica causarono il fallimento delle tre banche, la perdita dei risparmi dei cerretesi e l'inizio di un lungo periodo di decadenza economica, sociale ed intellettuale.
Durante la prima guerra mondiale la collegiata di San Martino, assieme alla chiesa di San Nicola (oggi non più esistente), dovette ospitare duemila uomini di truppa del 31º reggimento di fanteria della Brigata Siena. I soldati provocarono qualche danno visto che il vescovo dell'epoca mons. Iannacchino inviò un telegramma all'arciprete Francesco Ciaburri nel quale consigliava di osservare «[..] il disposto del telegramma del Ministero ad evitare mali maggiori».
Sul fronte si distinse il cerretese Nicola Rotondi che ottenne la medaglia d'argento al valor militare.

#### La dittatura fascista e la seconda guerra mondiale

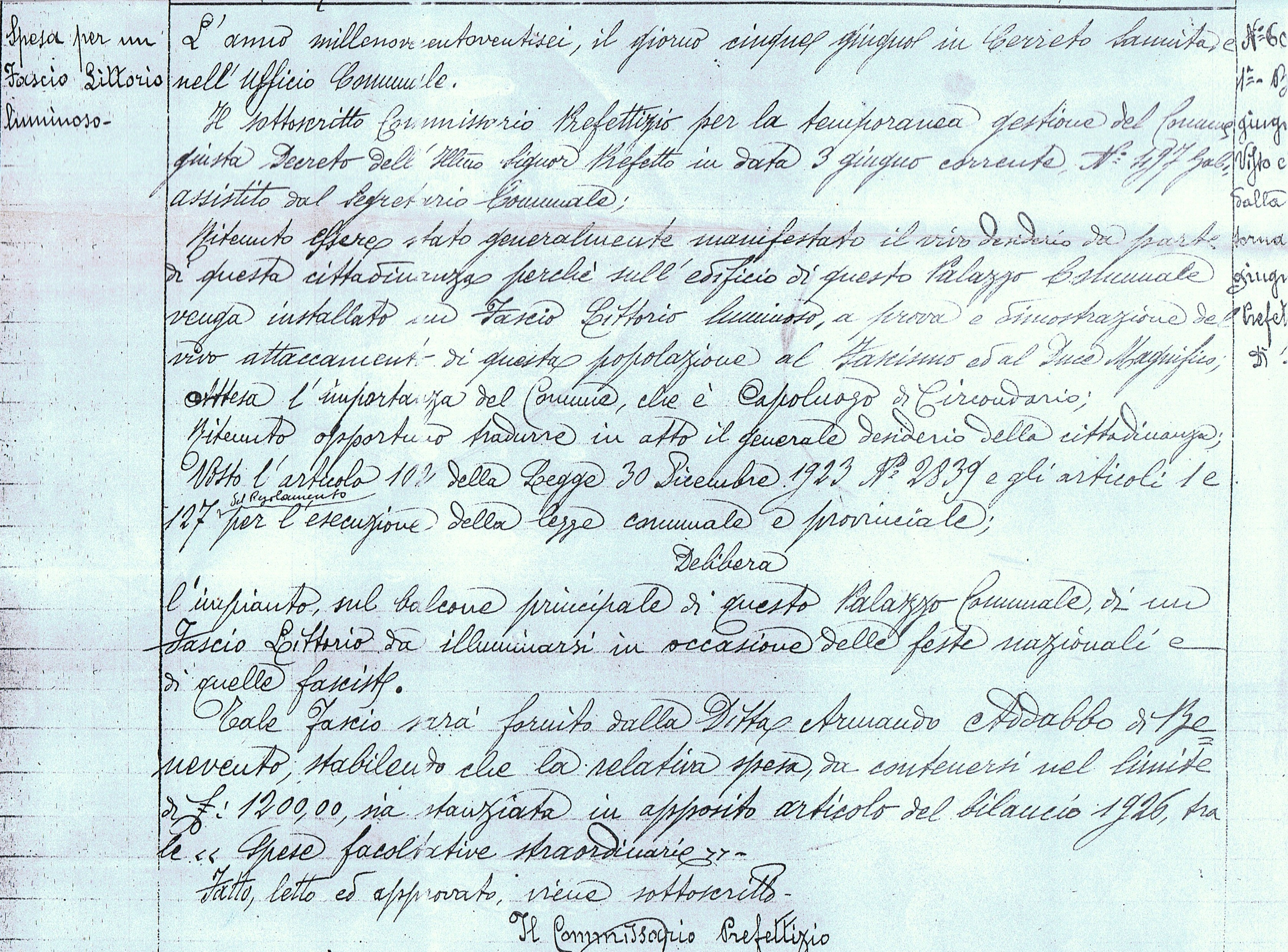
La delibera del commissario prefettizio con la quale, subito dopo la defenestrazione dell'amministrazione Pilella, si decise l'installazione di un fascio littorio luminoso. Nella delibera si legge «[...] Il sottoscritto Commissario Prefettizio per la temporanea gestione del comune [...] ritenuto essere stato generalmente manifestato il vivo desiderio da parte di questa cittadinanza perché nell'edificio di questo Palazzo Comunale venga installato un Fascio Littorio Luminoso, a prova e dimostrazione del vivo attaccamento di questa popolazione al Fascismo e al Duce Magnifico; attesa l'importanza del Comune che è Capoluogo di Circondario [...] delibera l'impianto, sul balcone principale di questo Palazzo Comunale, di un Fascio Littorio da illuminarsi in occasione delle feste nazionali e di quelle fasciste [...]».

Il 13 settembre 1925 in piazza San Martino venne inaugurato il monumento ai caduti in guerra che raffigurava un soldato e che fu fuso durante la seconda guerra mondiale per ricavarvi delle munizioni. Un testimone scrive che «[...] la piazza era gremita di popolo; dai balconi pendevano bandiere al sorriso di un sole che illuminava la piazza [...]».
Con l'avvento della dittatura fascista Cerreto Sannita ebbe un periodo di relativa tranquillità sociale sino al 1926 quando un gruppo di facinorosi irruppero nella sede municipale dove era in corso una seduta del giunta comunale democraticamente eletta anni prima. Il sindaco, notaio Domenico Pilella, fu costretto alle dimissioni e venne scortato dal municipio sino alla sua casa dai carabinieri per timore di violenze da parte degli squadristi. Il prefetto che nel maggio dello stesso anno, in una sua relazione al ministro dell'Interno, aveva lodato l'amministrazione Pilella scrivendo che essa «godeva la piena ed incondizionata fiducia dell'intera cittadinanza, senza distinzione di partiti e di persone [...]», a distanza di due mesi ed a seguito dell'incursione dei facinorosi appoggiò senza riserve la violenza degli squadristi e il nuovo podestà Michele Ungaro, nipote ed omonimo del primo presidente della provincia di Benevento.
I membri della giunta Pilella furono puniti dagli squadristi fascisti: la facciata della farmacia dell'assessore anziano Luigi Pescitelli fu insudiciata con del catrame e vi fu dipinto il profilo di Mussolini; al dott. Cofrancesco, altro assessore, le vetrate della sua casa subirono una nutrita sassaiola; all'assessore Michele Piscitelli fu distrutto lo studio legale che aveva a Benevento.
I fascisti inoltre installarono un grande fascio littorio illuminato da numerose lampadine che posero sulla facciata del municipio e che veniva acceso nelle ricorrenze nazionali e fasciste.
Il senatore cerretese Giuseppe D'Andrea fu designato nella commissione che doveva giudicare alcuni ufficiali fascisti riguardo al delitto Matteotti e altri crimini. Il D'Andrea accettò l'incarico ma dopo le prime sedute, a causa della sua volontà di fare luce effettivamente sulle vicende, ricevette un avviso anonimo scritto su carta intestata della Camera dei Deputati: «Illustre Senatore, Siamo perfettamente informati che Ella nella Commissione inquirente dell'Alta Corte di Giustizia rappresenta la corrente astiosamente ostile a S.E. De Bono, in quanto per ignobili rancori politici vorrebbe vederlo ingiustamente sacrificato alle vendette dell'Aventino. Badi che il giuoco potrebbe essere molto pericoloso per Lei e per tutto ciò che Le è caro. Al punto cui sono giunte le cose non si possono avere scrupoli o pietà neanche per il cosiddetto santuario della vita privata. D'altra parte la lotta ora è impegnata in modo che una persona di più o di meno trovata stesa ad un canto della strada non ha alcuna importanza. Tanto ho creduto di doverLe comunicare per cercare di evitare avvenimenti dolorosi ed irreparabili. Uno che sa.»
Durante il fascismo diverse associazioni furono chiuse o convertite agli scopi del regime come la Società operaia che rischiò di essere sciolta come molte altre associazioni consorelle in Italia. Nel 1929 il segretario politico del fascio cerretese richiese l'uso del salone dell'associazione per un periodo di alcuni mesi. La richiesta venne esaminata nell'assemblea del 30 dicembre dello stesso anno ma a causa della netta contrarietà dei soci e a seguito della nascita di un «disordine indomabile» la riunione fu sciolta. L'assemblea fu riconvocata alcuni giorni dopo alla presenza del podestà Michele Ungaro, nipote del fondatore della Società operaia. Il podestà assicurò i soci che non avrebbe mai permesso che il sodalizio che aveva fondato il nonno fosse stato assorbito nelle organizzazioni fasciste, ottenendo così il via libera dei soci per la concessione del salone. Nel 1934 il Segretario politico del fascio cerretese chiese di nuovo i locali della Società per adibirli a sede del "Fascio giovanile di combattimento". Egli chiese inoltre: una copia dello statuto sociale, l'elenco dei soci e i nominativi del consiglio di amministrazione chiedendo inoltre di essere avvertito in tempo delle riunioni, delle elezioni e dei soci proposti a ricoprire le cariche sociali. Infine, nel 1940 fu ordinata la mutazione della denominazione originaria in "Dopolavoro della Società operaia di Cerreto Sannita".

Un momento della festa ginnica tenutasi in piazza Luigi Sodo nel 1940.

Nonostante le violenze e i soprusi furono realizzate diverse iniziative benefiche come i premi in denaro per le famiglie numerose, le feste ginniche e sportive, le rappresentazioni teatrali e i campi estivi presso l'ex monastero delle clarisse. Venne anche distrutto il teatro comunale per ricavarvi la casa del fascio, oggi palazzo del Genio, e nel 1938 nacque il liceo classico paritario Luigi Sodo nel palazzo del Seminario Diocesano di Cerreto Sannita. Intanto continuavano gli scontri fra i giovani di San Lorenzello e di Cerreto Sannita a causa di motivi campanilistici e di vecchie discordie. I laurentini erano appellati dai loro avversari come "cacanuzzi" e "figli ingrati" mentre i cerretesi erano chiamati "scorzapatan" "accid p'ducch" e "sona campan" (scorzatori di patate, uccisori di pidocchi e campanari). I giovani dei due paesi si affrontavano molte volte lanciandosi pietre e ogni altro materiale specialmente il giorno della commemorazione dei defunti quando lo spazio esistente fra i cimiteri dei due comuni diventava un vero e proprio campo di battaglia. La sera del 5 maggio 1936, subito dopo la notizia della conquista di Addis Abeba da parte degli italiani, i giovani fascisti di Cerreto su comando di Umberto Biondi si diressero a San Lorenzello con un ramo di ulivo, simbolo di pace, per invocare la fine delle ostilità fra i due paesi.
Durante la seconda guerra mondiale Cerreto Sannita ospitò numerosi soldati per delle esercitazioni militari su monte Coppe ed ebbe in visita il principe Umberto di Savoia. Nel 1943 la situazione divenne drammatica: i tedeschi in ritirata furono autori di diverse uccisioni e di deportazioni. La cittadina non fu però toccata dai bombardamenti alleati al contrario della vicina Faicchio; ma risentì notevolmente nei commerci e nelle comunicazioni con gli altri centri perché i tedeschi fecero saltare con dell'esplosivo i tre i ponti che collegano il comune ai centri di Cusano Mutri, Telese Terme e Guardia Sanframondi.
Durante la seconda guerra mondiale si distinse il cerretese Michele Mattei che nella campagna dell'Africa Orientale Italiana perse la vita per essersi fatto scudo di un proiettile rivolto ad un suo superiore. Per questo gesto gli venne assegnata la medaglia d'oro al valor militare. Si distinsero pure: Amedeo Franco, medaglia d'argento al valor militare; Isidoro Mastrobuoni, medaglia di bronzo al valor militare; Giuseppe Di Crosta, che ottenne la croce di guerra al valor militare.

### Dal secondo dopoguerra ad oggi

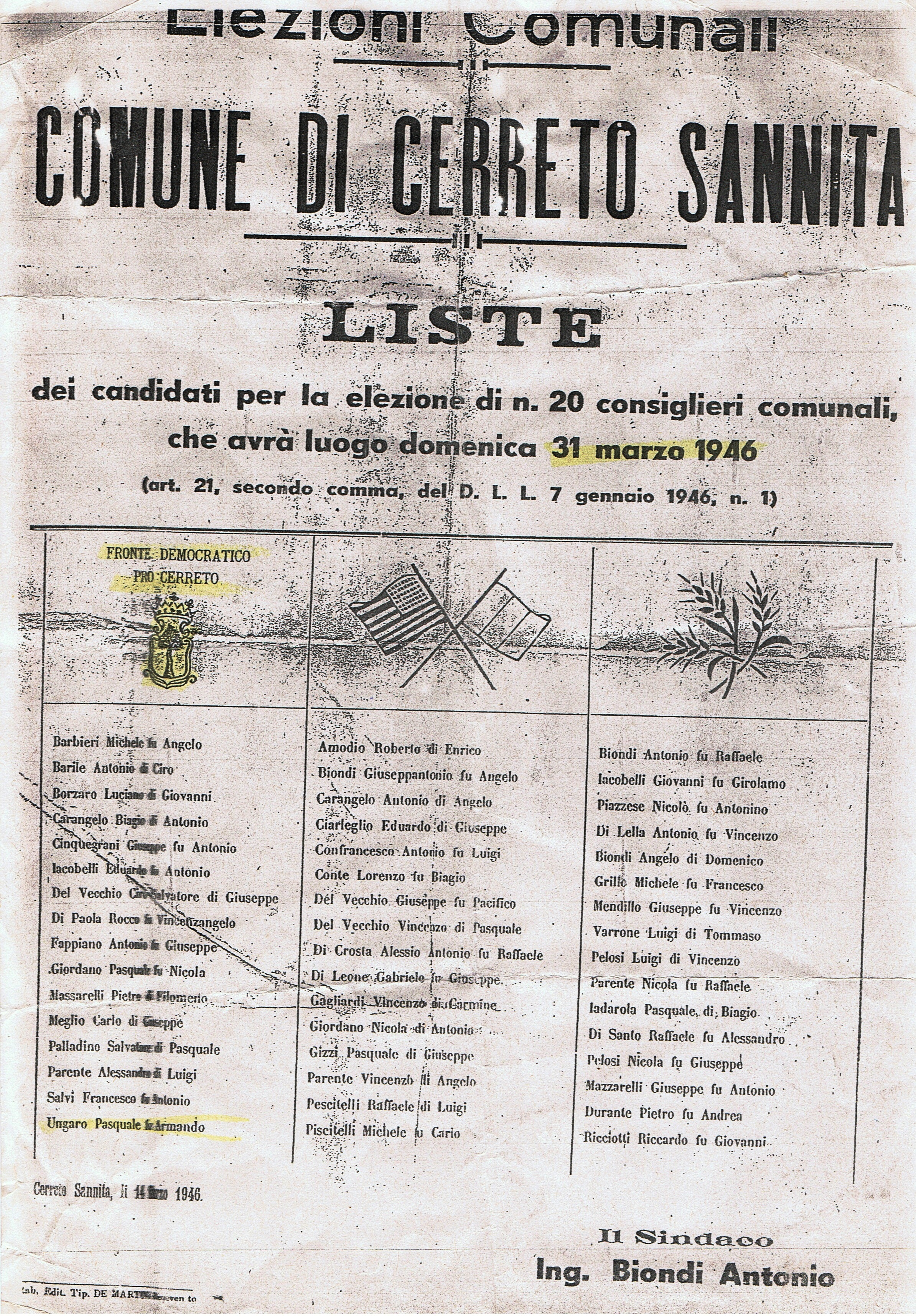
Manifesto delle elezioni comunali del 31 marzo 1946.

Nel 1944, durante la seconda guerra mondiale, il prefetto nominò una giunta provvisoria capeggiata dal sindaco ingegnere Antonio Biondi. L'amministrazione Biondi dovette affrontare non pochi problemi: la disoccupazione era dilagante, i prezzi dei generi alimentari erano in costante aumento e i ponti che collegavano Cerreto Sannita ai comuni vicini erano stati fatti saltare in aria dai tedeschi in ritirata. Si provvide con grandi sacrifici a ricostruire i ponti crollati come quello sito nei pressi del cimitero, quello ubicato vicino alla villa Langer, quello sulla strada per Guardia Sanframondi ed i ponti "Turio" e "Lavello" sulla strada per Cusano Mutri. Allo scopo di creare più posti di lavoro possibili si provvide anche al rifacimento della fognatura del centro storico.
Nel 1946 si tennero le prime elezioni democratiche dopo più di venti anni. Fu eletto sindaco l'avvocato Pasquale Ungaro, discendente da un'antica e nobile famiglia cerretese. L'amministrazione Ungaro si adoperò per attivare dei corsi di formazione professionale e per eseguire lavori pubblici al fine di ridurre la forte disoccupazione. In questi anni l'emigrazione subì una forte impennata che si arrestò solo con il boom economico e la popolazione residente cominciò a diminuire.
Negli anni cinquanta grazie all'impegno di alcuni giovani ceramisti e del cerretese Salvatore Biondi nacque un nuovo interesse verso la ceramica di Cerreto Sannita e di San Lorenzello. Il Biondi collezionò centinaia di maioliche che espose in numerose mostre in giro per l'Italia. In una mostra organizzata nel 1950 a Benevento ricevette degli elogi dal presidente della Repubblica Luigi Einaudi, anch'egli collezionista di ceramiche. Il presidente suggerì al Biondi di chiedere alle competenti autorità l'istituzione di una scuola di ceramica per poter tramandare alle future generazioni questa antica forma d'arte.
Negli anni successivi numerosi giornali riportarono articoli inerenti alla storia ed ai manufatti della ceramica cerretese. Lo stesso Guido Piovene nella sua opera Viaggio in Italia scrisse alcune pagine su Cerreto Sannita e descrisse alcune delle opere più significative custodite nella collezione di Salvatore Biondi. Finalmente, dopo varie richieste, la scuola d'arte della ceramica (oggi Istituto statale d'arte di Cerreto Sannita) fu istituita nel 1957.
Frattanto nel 1960 venne istituito l'Istituto tecnico, commerciale e per geometri mentre nell'ex monastero delle clarisse, gestito dalle suore di Carità di Nostra Signora del Buono e Perpetuo Soccorso, furono istituiti un Istituto magistrale, una scuola magistrale e un liceo linguistico. In quegli anni venne inaugurato il monumento ai caduti raffigurante la vittoria alata. Nelle due guerre mondiali Cerreto Sannita aveva perso ottantasei giovani.
In quegli anni il comune fu trasformato in set cinematografico per le riprese di tre importanti film: Maddalena (1953) con Märta Torén e Gino Cervi; La bella mugnaia (1955) con Sophia Loren, Marcello Mastroianni e Vittorio De Sica; I briganti italiani (1961) con Ernest Borgnine, Vittorio Gassman e Rosanna Schiaffino.
Il paese subì alcuni danni a seguito del terremoto dell'Irpinia del 1980 e del recente terremoto di San Giuliano di Puglia, a seguito del quale è stato dichiarato inagibile l'edificio sede della scuola elementare, riaperto dopo lunghi lavori di ristrutturazione nel dicembre 2008.
Nel 1984 fu inaugurato l'ospedale di zona.
Nel 1988, in occasione del trecentenario della edificazione del centro storico, la cittadina fu sede di un "Laboratorio di progettazione". Diversi progettisti di fama nazionale stilarono numerosi progetti al fine di riqualificare alcune aree del centro abitato in stato di degrado. I progetti più importanti presentati riguardavano la realizzazione di belvederi verso il Matese e la valle del Titerno, la valorizzazione dell'ingresso del centro storico, la costruzione di un mercato coperto dove oggi sorge il centro parrocchiale e la ricostruzione dell'edificio sede della scuola primaria. Nessuno di questi progetti è stato però realizzato.
A partire dal 2007 la cittadina è stata interessata da numerose proteste e da accese manifestazioni contro la riconversione dell'ospedale Maria delle Grazie decretata dalla legge regionale n. 24/2006. Nonostante le proteste e i numerosi appelli alle autorità competenti, i reparti di medicina, di ortopedia, di chirurgia e di cardiologia dell'ospedale di Cerreto Sannita sono stati chiusi e smantellati. Nell'agosto 2011 era in corso la trasformazione della struttura sanitaria in "ospedale di comunità", ovvero l'edificio diventerà sede solo di un pronto soccorso e di uffici di assistenza sociale.